# 記錄的地平線
《記錄的地平線》（日语：ログ・ホライズン）是橙乃真希所創作，由原和弘負責插畫的日本輕小說作品。已改編三期電視動畫，第一期於2013年秋季播放，2014年3月22日第一期最後一集放送完後同時宣布第二期於同年秋季播放。2015年《這本WEB小說真厲害！》票選排名第四名。2020年1月22日宣布第三期於同年秋季播放，后因2019冠状病毒病疫情影响，延后至2021年1月播放。

## 概要
記錄的地平線是橙乃真希以MMORPG為世界舞台的奇幻小說，自2010年4月在投稿網站「成为小说作家吧」上連載，2011年3月透過Enterbrain發行，是繼《魔王勇者》之後第二部出版實體書籍的作品。至2012年1月時，日文版發行數量已經超過30萬本。
前五冊是第一部，第六冊開始為第二部。

## 故事簡介
老牌網路遊戲「幻境神話」引入第十二次資料片改版〈開拓智域〉後，日本有幾十萬名用戶被鎖在遊戲當中。現實與遊戲奇妙融合的世界中，男主角城惠在秋葉原街的舞台上展開了戰鬥……。

## 登場人物

### 秋葉原內的公會、冒險者

#### 記錄的地平線
城惠（聲：寺島拓篤（日本）；鍾見麟（香港））
- 半祖族，主職業為賦予術師，類型是魔術师，副職業為抄寫師。
- 等級90→93級，公會：無→記錄的地平線（會長）
- 外號：「腹黑眼鏡」、「漆黑的城惠」、「茶會參謀」、「東之外記」。

本作的男主角，實際年齡23歲，現實世界中是工學系的研究所學生，現實世界的本名為「城鐘惠」。
原為傳說的玩家集團放蕩者的茶會其中一員，擔任參謀。擅長從記錄或動畫分析遊戲內容，以CAD繪製迷宮立體地圖，甚至擬定包含戰鬥機動的作戰計劃。由于其在茶会期间的出色谋略和茶会的知名度，在玩家和大地人中都颇有名气。
心思稠密，善于征订计谋策略，只会制定一个选择的决策而被称作「腹黑眼镜」，在遊戲時代能以1%為刻度單位來監察團隊中各隊員的MP（不用打開隊伍狀態畫面確認），掌握己方及敵方剩餘的所有資源，從而預測30秒之後的未來進行戰鬥，此方法被直繼稱為「全力管制戰鬥（Full Control Encounter）」。暗中也善于帮助弱小玩家。
因不想在加入公會後被人際關係所束縛而一直避免加入公會，但在〈大灾难〉後由于留意到实莉等人在哈美伦工会的遭遇，及对处于颓废的秋叶原感到担忧，而與直繼、曉及喵太建立公會〈記錄的地平線〉，且成了公會會長。之後更與公会〈三日月同盟〉合作发起了圓桌會議，成為圓桌會議的十一个参与公会长之一，並展開了瓦解哈美伦拯救新手的计划。在成立了秋葉原治安維持組織〈圓桌會議〉後擔任參謀。之后一直忙于管理圆桌会议的行政事务和收集情报以了解「大灾难」游戏现状的发展，在发现副职业能实现现实的能力后，利用自己副职业「抄写师」创制出游戏原来不存在的契约魔法。
根據李·耿恩所述，城惠在大地人的歷史中活躍了98年，按照原本遊戲時間推算，城惠是在八年多前開始接觸《幻境神話》。小說中本人曾自述因童年時期雙親忙於工作，所以在現實裡有過獨自走出家門在公園躺椅睡覺的經驗。
擁有口傳技能「契約術式」，可以創造出改變世界法則的契約。
直繼（聲：前野智昭（日本）；劉奕希（香港））
- 人族，主職業為守護戰士，类型是要塞，副職業為邊境巡邏員。
- 等級90→92級（再次前往薄野時）→94級，公會：無→記錄的地平線
- 外號：「內褲戰士」。

原放蕩者的茶會成員之一，也是城惠最好的朋友。現實世界中是社會人士，本名為「葉瀨川直繼」，實際年齡25歲，由于工作而2年前离开游戏，直到工作稳定重新上线后刚好也卷入大灾难事件中。
相当开朗的青年，在茶会时期也是茶会的开心果。喜欢开黄腔并提及内裤而经常被晓所教训，但自己对色色的行为无法接受。如同职业的描述，比城惠更显露的帮助别人。
雖然性格變態，但是實力是貨真價實的。
與瑪莉艾兒互有好感。
擁有口傳技能「輝煌之盾」，可以將視野的光點引導到盾的中央，準確格擋所有攻擊。
曉（聲：加藤英美里（日本）；羅孔柔（香港））
- 人族，主職業為刺客，类型是影刃，副職業為追蹤者。
- 等級90→92級，公會：無→記錄的地平線
- 外號：「城惠直屬的暗殺者」、「城惠身邊的美少女」。

體型嬌小可愛的女孩，也因現實中身材嬌小之故，而常被人照顧，但其實一直希望能力被他人肯定，口吻和性格相当和風，與城惠年紀相仿，實際年齡20歲。討厭被叫做「矮冬瓜」。
喜歡忍者角色扮演式的玩法，在遊戲時代將外貌設定成高瘦的男性，因為遊戲中聲音不符而避免使用語音交談，不常與他人一起行動。
「大災難」後藉由城惠的外觀再設定道具，將角色重設為與自己相近的外貌和相同的性別，為報答城惠，與其一起行動稱城惠為主公，自稱「主公的忍者」。在之后暗恋城惠。
相當依賴城惠，對自己的人際關係沒信心，下意識逃避。在殺人魔事件時，終於打開心結了解「朋友」的意義。
在殺人魔事件時領悟了屬於自己的口傳技能「影遁」。
喵太（聲：中田讓治（日本）；潘文柏（香港））
- 貓人族，主職業為盜劍士，类型是二刀流，副職業為廚師。
- 等級90→92級，公會：貓飯→無→記錄的地平線
- 外號：「隱者（隱士（天聞角川版））」、「老師」、「燻銀」、「班長」。

原放蕩者的茶會成員之一，個性成熟穩重而受到週遭人們的敬重。在薄野救下并保护了滞留的瑟拉拉直到城惠前往救援，后来跟随来到秋叶原。
最先发现讓食物有味道的制造方法。被瑟拉拉所爱慕但只有本人不知情。語尾「喵」。
從外傳漫畫《記錄的地平線 喵太班長的幸福食譜》中得知，在現實世界已婚，但妻子因病而逝。故此大受打擊，玩《幻境神話》、一身貓人族的設定只為逃避現實，並因此捲入「大災害」事件。
冬彌（聲：山下大輝（日本）；黃玉娟（香港））
- 人族，主職業為武士，副職業為會計。
- 等級6級（認識城惠時）→29級（夏季集訓時）→34級（城惠使用契約術式時）→58級(在薩菲爾街時)→59級(飛蛾電視塔事件)→63級(秋葉原副本)，公會：無（大災害時）→哈美倫→記錄的地平線

與實莉是雙胞胎姊弟，實際年齡14歲。
國中生，個性魯莽，責任感強，作为男子汉而總想尽力照顾姐姐。初期受城惠的指導，後期拜直繼為師。在現實生活中因車禍雙脚無法行走，只能坐輪椅行動；在「大災難」之後對於自己能夠用雙脚行走一事感到幸運，對於事物的態度更是積極進取。
實莉（聲：田村奈央（日本）；凌晞（香港））
- 人族，主職業神官，副職業為裁縫師→見習徒弟。
- 等級6級（認識城惠時）→21級（夏季集訓時）→26級（城惠使用契約術式時）→57級(在薩菲爾街時)→58級(飛蛾電視塔事件)→59級(秋葉原副本)，公會：無（大災害時）→哈美倫→記錄的地平線

與冬彌是雙胞胎姊弟，實際年齡14歲。
國中生，班長個性，做事仔細小心，作为姐姐十分照顾弟弟。起初和弟弟冬彌初接觸遊戲時得到城惠的教導，在「大災難」後由於希望能獨立生活不依賴城惠，而被路邊PK并使財物被洗劫一空 ，而被引誘進入黑公會「哈美倫」。後來被城惠發現並聯繫後，和弟弟裡應外合成功瓦解並帶領其他初學者逃出黑公會得救，后来也转入了记录的地平线。
仰慕城惠而学习其顧慮周到的作风。在转入地平线后改副职业为见习徒弟，跟随城惠为师父。在「天秤祭」事件中，利用副职业从城惠获得的抄写技能，协助圆桌会议应对了事件的冲击。中後期為「記錄的地平線」新手組的後衛戰術指揮。
沒有繪畫天分，但又喜歡幫圖畫收尾，每次只要一提到要幫忙收尾，就總會被大家阻止。喜歡的動物是長頸鹿。喜歡城惠。
五十鈴（聲：松井惠理子（日本）；成瑤孆（香港））
- 人族，主職業吟遊詩人，類型是指揮家，副職業為遊牧民。
- 等級24級（夏季集訓時）→29級（城惠使用契約術式時）→57級(在薩菲爾街時)→58級(飛蛾電視塔事件)→61級(秋葉原副本)，公會：無（大災害時）→哈美倫→三日月同盟→記錄的地平線

原屬於「三日月同盟」，後期追著倫迪浩斯轉入「記錄的地平線」。
高中生，現實世界中為管樂隊，喜歡各種樂器。由于头发质粗而留成长辫，體型高瘦，個性開朗，不擅長深入的思考。
對倫迪浩斯印象是金毛獵犬，但是喜歡着倫迪浩斯，是第一個發現倫迪浩斯是大地人的冒險者。
在薩菲爾街時擁有口傳技能「第43首歌」。
倫迪浩斯·寇德（聲：柿原徹也（日本）；鄧港文（香港））
- 人族，主職業妖術師，副职业为冒险者。
- 等級23級（夏季集訓時）→25級（城惠使用契約術式時）→58級(在薩菲爾街時)→60級(飛蛾電視塔事件)→61級(秋葉原副本)，公會：無→記錄的地平線

通稱倫迪，金髮碧眼的美男子。自尊心高，被周圍的人當作笨蛋而接受，但對自己的錯誤會坦承道歉，個性直率。
大地人出身，卻一直仰慕冒险者的自由作风。偷偷参加「圓桌會議」舉辦的夏季集训，對自我能力的要求很高而非常努力訓練。
於「哥布林王的歸來」事件中一度丧生，而且復活魔法對其無效。但在城惠使用的契約術式被游戏世界系统承認之後，使其获得冒险者的副职业而复活，并因此加入「记录的地平线」。
特托拉（聲：藤井幸代（日本）；何寶珊（香港））
- 人族，主職業為牧師，类型是装甲牧师，副职业为偶像。
- 等級92（與直繼初次相遇時）→93級，公會：Light Indigo（ライトインディゴ）→記錄的地平線

雖然“自稱”正統派美少女銀河系偶像，但所說出口的言語卻意外地粗俗，且總是以男性用語（僕；ボク）自稱。
一彥所領導的精英暗殺集團「壬生狼」的成員，受到一彥的推薦來到城惠身邊。
在薄野與直繼和李·耿恩相遇後，被直繼邀請而參加了帕魯姆隧道最深處的大型副本任務。
也因其亮麗可愛的外表與開朗大方的個性，使得她在副本攻略隊伍的男性成員中擁有很高的人氣。
在攻略帕魯姆隧道後期，向城惠申請加入「記錄的地平線」。
外表與裝扮是可愛的美少女，喜歡糾纏、逗弄直繼。實為男性，除了直繼外幾乎全員都察覺他是男性這事實。

#### 三日月同盟
支援系公會，人數約24人。
瑪莉艾兒（聲：原由實（日本）；張頌欣（香港））
- 精靈族，主職業為牧師，类型是上级治疗师，副職業為木匠。等級90。

中小型公會「三日月同盟」的會長，為構成圓桌會議十一個公會長中的其中一人。
個性開朗大方，總是露出宛如向日葵一般的微笑，深受公會成員的信賴。與直繼互有好感。
現實世界的本名為「坂本鞠繪」。
荷麗艾塔（聲：高垣彩陽（日本）；魏惠娥（香港））
- 人族，主職業為吟遊詩人，类型是指挥家，副職業為會計。等級90。

人族，「三日月同盟」的會計，現實世界中也是會計，家族有投资金融事业。與瑪莉艾兒是現實中高中時代就認識的好朋友。非常喜歡像是曉的可愛女孩。
雖對城惠抱有好感，卻認為城惠身邊已有曉與實莉，而不打算表露心意。
現實世界的本名為「梅子」。
擁有口傳技能「七音投影」。
小龍（聲：逢坂良太（日本）；李凱傑（香港））
- 狼牙族，主職業為盜劍士，类型是二刀流，副职业为武侠。等級90。

「三日月同盟」戰鬥班的班長，在現實世界是高中生，很有男子氣概，本名為「章介」。
雖然暗戀瑪莉艾兒，但因害羞而始終無法付諸行動。
瑟拉拉（聲：久野美咲（日本）；陳皓宜（香港））
- 人族，主職業為德魯伊，副職業為家管員。等級19級（大災害時）→25級（夏季集訓時）→30級（城惠使用契約術式時）→58級(在薩菲爾街時)→59級(飛蛾電視塔事件)。

在故事开始时被困于薄野并遭受布里甘提亚的欺凌時，被喵太所救直到城惠前来救援。
在「三日月同盟」中負責照顧新手玩家，很得周圍人們的信賴。很愛吃。
對喵太抱持著戀慕之情，自认为没有表露，但实际上只有喵太不知情外其他人都已知道，经常跟随喵太。
艾傑爾（聲：村田太志（日本）；陳耀楠（香港））
- 半祖族，主職業為妖術師。

為「三日月同盟」的採買班班長，平時常與小龍和飛燕一起行動，本名為「圭一郎」。
飛燕（聲：梶川翔平（日本）；張裕東（香港））
- 狐尾族，主職業為刺客 類型為狙擊手，拿十字弓。等級90。

「三日月同盟」的班長級人物之一，負責戰鬥，常與小龍搭檔。
平時行事我行我素，因此常讓責任心較重的小龍和明日香頭痛，現實世界的本名為「圓」。
莉莉雅娜（聲：雨宮天（日本）；葉曉欣、李潤知（代配）（香港））
- 精靈族，主職業為德魯伊。

在「三日月同盟」中也是班長級的其中一人。
愛希琳（聲：佐藤奏美（日本）；何晶晶→何寶珊（香港））
- 狼牙族，主職業為賦予術師。

才剛完成新手教學，就因大災難而被捲入了異世界的新手。
因完全無熟識之人而只能躲在即將崩塌的廢棄大樓中，被同在大樓中的瑪莉艾兒與荷麗艾塔所救後，加入「三日月同盟」。
由於外型嬌小可愛，所以與曉一樣，常常受到荷麗艾塔的特別照顧。
明日香（聲：高橋未奈美（日本）；廖杏茵、曾佩儀（代配）（香港））
- 主職業為神官，类型是祈祷师，等级41。

「三日月同盟」的班長級人物之一，負責整頓公會環境，本名為「飛鳥」。
基洛夫（聲：村田太志（日本）；陳成港（香港））
- 精靈族，主職業為召喚術師，副職業為廚師。

塞孔多
- 副職業為廚師。

義仲
- 精靈族，主職業為武士。

玫琺
- 主職業為召喚術師。

#### D.D.D
戰鬥系公會，人數約1500人。
克拉斯提（聲：櫻井孝宏（日本）；黃啟昌（香港））
人族，主職業為守護戰士，类型是猩红骑士，副職業為狂戰士。
大型戰鬥公會「D.D.D」的會長，經常被會員稱為「My Lord」。為構成圓桌會議十一個公會長中的其中一人，對外的職位為圓桌會議議長。
擁有溫文儒雅的外貌，令人無法聯想到他所擁有的狂戰士封號，平時冷靜沉著，一旦上戰場就會顯露出狂野的一面，偶爾也會有腹黑的一面，必殺技以「腥紅推力」最為人耳熟能詳。
挑戰大型副本的經驗豐富，在日本伺服器中，是少數具有指揮百人戰鬥大隊（實際為96人）經驗的玩家。
武器為幻想級雙手斧〈鮮血之魔人斧〉，在現今確認的武器中誇稱擁有最高攻擊力及具備HP吸收能力。另外還持有與城惠等茶會成員一樣的獅鷲召喚笛。口傳為「征空之mdk」及「追憶之斷裁」，前者能將立體視覺放大至全戰場，後者屬於犧牲自身片段記憶後，瞬間增強自身的能力，正因這兩大口傳加上武器本身的詛咒特性，造就了他為何會有狂戰士般的戰鬥風格。
現實世界中的本名是「鴻池晴秋」，是鴻池家側室之子。
在第六卷時擔任〈七瀑城塞平定作戰〉的總指揮官並率領秋葉原遠征軍討伐地精王。
在第七卷中因高山三佐的武器〈災禍之心〉暴走而失蹤，之后下落不明，直到在第十卷城惠在突破澀谷副本〈呼聲迴響的要塞〉後使用通訊系統時，碰巧與在中國伺服器的加奈美聯繫上，而得知目前其本人正在中原伺服器與加奈美組隊中。
在第十一卷裡成為「白桃廟」的仙君，在打敗葉蓮仙女後卸下仙君的身份決定與朱桓合作參加公會戰。
高山三佐（聲：名塚佳織（日本）；曾佩儀（香港））
狼牙族，主職業為吟遊詩人，类型是主演者，副職業為剑圣。
留著黑色短髮的女性，在「D.D.D」中為輔佐克拉斯提的武官，挑戰大型副本時為戰區偵防組的負責人。與櫛八玉（已退會）及莉潔合稱「三羽烏」，冷酷的軍人作風使她備受同公會的男性敬畏。
喜愛軍服風格的皮裝備，武器是軍用雙手鐮〈災禍之心〉。口傳為「傳令神之網」，能在使用念話的同時能將自己看見的畫面實況轉播至通信物件腦中。
現實中是幼稚園教師。性格和行事作風與遊戲內無異，因而受到孩子們壓倒性的尊敬。
在第七卷中因鐮刀〈災禍之心〉的暴走事故而失去一隻手臂，導致整整一個月不能活動，且不能依賴回復魔法治療，需要安裝義肢。
在第十卷確認失去的手臂，目前由在中國伺服器的克拉斯提携带。
莉潔（聲：村川梨衣（日本）；吳羨婷（香港））
半祖族，主職業為妖術師，类型是爆发手，副職業為軍師。
金髮女性，在「D.D.D」中為輔佐克拉斯提的文官。除了率領教導部隊，也擔任「D.D.D」的軍師。「三羽烏」之一。口傳為「賢者之石版」。
對克拉斯提有好感。現實世界中是品學兼優的女高中生，在團裡有很多仰慕者。
第七卷在克拉斯提失蹤後支撐著公會的營運。

#### 黑劍騎士團
戰鬥系公會，人數約180人。
艾札克（聲：日野聰（日本）；陳廷軒（香港））
人族，主職業為守護戰士，类型是破坏者，副職業為劍鬥士。
大型戰鬥公會「黑劍騎士團」的團長，為構成圓桌會議十一個公會長中的其中一人。
在許多大型副本中總是帶頭衝鋒陷陣，是全伺服器中第一位由大型副本拉達曼提斯的王座中得到幻想級魔法道具〈闇殤之劍〉的玩家，也因此得到「黑劍」的封號。
奉行精英主義，全公會會員至少都是85級以上，使得「黑劍騎士團」也給人一種「廢人集團」（此指將大部分時間花在遊戲上）的印象。
個性耿直，不喜歡拐彎抹角，雖然平時說話狂妄凶狠，但其實不是壞人，現實世界中為木工。在放蕩者的茶會解散之後，曾邀請城惠加入公會。
雷薩立克（聲：齋藤寬仁（日本）；黃積權（香港））
主職業為牧師。
外表嚴厲，但其實很會照顧人，也因此被「黑劍騎士團」派往夏季合宿協助新手玩家。

#### 誠信
戰鬥系公會，人數約740人。而後吸收了大量不适应环境变化的玩家，人數增加到1250人，是圓桌會議各公會人數排列第三。
亞因斯（聲：西田雅一（日本）；陳成港（香港））
主職業為神官，副職業為學者。
大型戰鬥公會「誠信」的會長，為構成圓桌會議十一個公會長中的其中一人。
為人穩重，在遊戲時代即主張應共享情報與知識，因而與一些頂尖公會有摩擦。在圓桌會議的成立會議中也抱持著建設性的態度，認為幫助無法融入事業的冒險者是重要工作，應該共享生產知識、口傳及財產，使其他圓桌會議成員持反對意見。後來獲得神聖皇國的齋宮家賜予公爵爵位，隨即宣佈退出圓桌會議，並呼籲成立新的統治組織「秋葉原統治府」。在圓桌會議崩壞後，「誠信」處於解散狀態，在秋叶原决定新统治机构选举落败，他亦離開秋葉前往南都。

#### 西風旅團
戰鬥系公會，人數約60人。
宗次郎·勢田（聲：下野紘（日本）；曹啟謙（香港））
人族，主職業為武士，类型是反击者，副職業為劍聖。
大型戰鬥公會「西風旅團」的會長，為構成圓桌會議十一個公會長中的其中一人。
原放蕩者的茶會成員之一，非常仰慕城惠，並稱他為前輩。
個性單純，擁有後宮體質，所到之處都能掀起桃色風暴，公會成員也大都是女性。
平時雖然溫文儒雅，但是憤怒時會毫不留餘地的斬殺敵人，即使受到傷害也會捨身打倒對手。
口傳為守護技能「天眼通」能夠看見空中動作的軌跡。
薺（聲：名塚佳織（日本）；黃淑芬（香港））
主職業為神官，类型是战巫女，副職業為賭徒。
原放蕩者的茶會成員之一。
於「西風旅團」中輔佐著宗次郎，很得會員信賴，地位相當於副會長。
雖然週遭的人們認為她也是宗次郎交往的眾多女性之一，不過實際上她只是把宗次郎當作重要的弟弟來看。
對於宗次郎的另一面很是擔心，這也是她留在公會的主要原因之一。
口傳是將技能「祓禊屏障」換位思考的「天足通」，能夠將傷害阻絕魔法「祛濁屏障」設置於半空中當作立足點，進而在空中跳躍移動。
沙姬
原放蕩者的茶會成員之一，大災難期間沒登入遊戲，所以逃過一劫。
與薺一樣，是「西風旅團」初期成立時的成員之一。
恭子（聲：諏訪彩花（日本）；何璐怡（香港））
主職業為守護戰士。
「西風旅團」第二隊隊長。
是秋葉原殺人魔事件的受害者之一。
華和良（聲：井澤詩織（日本）；成瑤孆（香港））
主職業為武鬥家。
是個活力充沛的短髮少女。
在秋葉原殺人魔事件中為討伐隊的成員，在隊伍中擔任第二前衛。
弗蕾格蘭特·奧麗芙（聲：雞冠井美智子（日本）；何晶晶→葉曉欣（香港））
是個若發現有外人企圖接近宗次郎，就會立刻進行排除的行動派。
平時經常會陷入莫名的妄想而鼻血直流。
在秋葉原殺人魔事件中，擔任討伐隊的成員。
勇海（聲：笹本菜津枝（日本）；李潤知（香港））
主職業為武士，副职业为会计。
因其纖細的個性，在「西風旅團」中是較無法適應大災難後環境的一人。
但擁有強烈的正義感，面對不義之事，即使對身處的環境不安，仍會挺身而出。
多爾奇（聲：山本祥太（日本）；林筠翔（香港））
是「西風旅團」中少數的男性成員。
雖然外貌是個粗壯的大叔，但畫有淡妝，且說話語氣十分中性，現實世界中對料理也十分拿手。
可能是在現實世界的歷練較公會其他人多，想法較為成熟，所以在公會中是個可靠的諮詢對象。

#### 海洋機構
生產系公會，人數約2500人。
道隆（聲：后藤弘树（日本）；麥皓豐（香港））
人族，主職業為武鬥家，副職業為鐵匠。
大型生產公會「海洋機構」的會長，為構成圓桌會議十一個公會長中的其中一人。
性格開朗豪放，因「海洋機構」依生產類別分眾多部門，故在公會內被稱為總長。
雖公會生產地點與會員眾多，還是常在各生產現場巡視。
卡優（聲：村田太志（日本）；李安邦（香港））
古宮廷派遣團的其中一員，擔任道隆的隨從，負責收集情報。

#### 洛德立克商會
生產系公會，人數約1900人。
洛德立克（聲：寺杣昌紀（日本）；劉昭文（香港））
法儀族，主職業為召喚術師，副職業為藥師。
大型生產公會「洛德立克商會」的會長，為構成圓桌會議十一個公會長中的其中一人。
身材瘦長，外表冷酷，個性沉穩，性喜研究，又稱「精靈藥師」。
也因此公會的走向偏研究與開發。
成功開發出量產型外型重設藥水，效果雖比原版略差，但仍是眾多飽受外型與性別不同之苦的冒險者的大恩人。
御香影（聲：加隈亞衣（日本）；劉惠雲（香港））
主職業為德魯伊，副職業為廚師。
「洛德立克商會」內部組織「洛德立克研究所」料理部門的其中一員。
喜歡製作點心，並帶到水楓之館午茶會與眾女子分享。
身旁總是帶著少女型的植物精靈雅莉。

#### 第八商店街
生產系公會，人數約670人。
卡拉辛（聲：岡本信彥（日本）；關令翹（香港））
人族，主職業為召喚術師，副職業為貿易商人。
大型生產公會「第八商店街」的會長，為構成圓桌會議十一個公會長中的其中一人。
非常有生意頭腦，做事踏實，也因此公會走向以貿易為主。
為遊戲史上第一位想出以生產公會支援戰鬥公會的玩家，與各方關係都很好。
圓桌會議附屬組織生產者公會聯絡會的負責人。

#### 古蘭迪爾
生產系公會，人數約30人。
伍德斯托克·W（聲：白熊寬嗣（日本）；陳永信（香港））
矮人族，主職業為刺客，副職業為調校師。
中小型公會「古蘭迪爾」的會長，為構成圓桌會議十一個公會長中的其中一人。
大災難初期曾想聯合眾多中小型公會對抗大型公會，卻因利益分配問題而失敗收場。
圓桌會議成立後，成為圓桌會議附屬組織中小型公會聯絡會的核心成員之一。

#### RADIO市場
生產系公會，人數約20人。
茜屋·一文字之介（聲：長（日本）；朱子聰（香港））
主職業為妖術師，副職業為機工師。
中小型公會「RADIO市場」的會長，為構成圓桌會議十一個公會長中的其中一人。
與伍德斯托克·W一樣，企圖在大災難初期聯合中小型公會，卻也一樣以失敗收場。
圓桌會議成立後，成為圓桌會議附屬組織中小型公會聯絡會的核心成員之一。

#### 其他
多多良（聲：金元壽子（日本）；黃昕瑜（香港））
矮人族女子，主職業為武士，副職業為刀匠。
打鐵公會「天目（アメノマ）」的公會長。
將所有的精力都投注在打造刀器上，個性沉默寡言。
在殺人魔事件中，因知道自己把〈霰刀．白魔丸〉賣給恩柏特·尼爾列斯而導致此事件，所以將〈鳴刀．喰鐵蟲〉配合曉重鑄，變成〈「喰鐵蟲．多多良」重鑄版〉，並送給曉。

### 秋葉原外的公會、冒險者

#### 銀劍
戰鬥系公會，人數約220人。
威廉·麻薩諸塞（聲：中村悠一（日本）；李鎮然（香港））
精靈族，主職業為刺客，副職業為獵人。等級為95級。
大型戰鬥公會「銀劍」的會長。
徹頭徹尾的行動派，比起事先收集情報，更主張不先行動便無從開始。
因公會長期在外活動，所以不在意城市情況如何（但認為成立管理機構並非壞事），在圓桌會議的成立會議中途離席，而沒能成為圓桌會議的一員。
圓桌會議成立後，率領所有公會成員遠征薄野。
在薄野徹底擊潰迪米誇斯，迪米誇斯的公會布里甘提亞失去了在薄野影響力，薄野轉為銀劍管理。雖然比不上秋葉原的狀況，但比起布里甘提亞統治時的狀況，已經改善很多。
把城惠當作憧憬的對象，覺得他是一位很了不起的指揮官。
沃伊年（聲：拝真之介（日本）；張錦江（香港））
矮人族，主職業為德魯伊，副職業為北歐海盜。等級為94級。
銀劍的資深會員。在參加攻略「奈落的參道」的大規模戰鬥時與城惠及直繼組隊，是以遊擊為主的第二團隊的成員。
費迪利克（聲：佐佐健太（日本）；朱子聰（香港））
狐尾族，主職業為盜劍士，副職業為廚師。等級為95級。
銀劍的資深會員。與沃伊年一樣，在參加攻略「奈落的參道」的大規模戰鬥時與城惠及直繼組隊，同樣是第二團隊的成員。
迪因庫洛恩（聲：梶川翔平（日本）；黃積權（香港））
精靈族，主職業為守護戰士，副職業為騎士。等級為94級。
銀劍的資深會員。全身被幻想級裝備覆蓋，擁有不下於艾札克的防禦力，是優秀的主坦克。在參加攻略「奈落的參道」的大規模戰鬥時是以前衛為主的第一團隊成員。
杜鵑（聲：室元氣（日本））
半祖族，主職業為召喚術師，副職業為裁縫師。等級為94級。
銀劍的會員。在參加攻略「奈落的參道」的大規模戰鬥時是第四團隊的成員，負責偵察工作。
在原作者的公式中是第一團隊的成員。
普羅米修斯
精靈族，主職業為妖術師，副職業為斥候。等級為95級。
銀劍最初的會員，擔任參謀。擅長使用廣域魔法殲滅敵人。在參加攻略「奈落的參道」的大規模戰鬥時是以廣域DPS（每秒傷害）為主的第四團隊的成員。
東湖（聲：村田太志（日本）；陳成港（香港））
精靈族，主職業為神官，副職業為符術師。等級為94級。
銀劍的資深會員，是公會兩位看板補師的其中之一。在參加攻略「奈落的參道」的大規模戰鬥時是第一團隊的成員。
浮世（聲：佐藤奏美（日本）；何璐怡（香港））
精靈族，主職業為牧師，副職業為女僕。等級為95級。
銀劍的會員，是公會兩位看板補師的其中之一。在參加攻略「奈落的參道」的大規模戰鬥時是第一團隊的成員。
依魯特迪卡瓦斯（聲：諏訪彩花（日本）；陳琴雲（香港））
精靈族，主職業為刺客，副職業為調劑師。等級為95級。
銀劍的會員。戰鬥風格為突襲的一擊必殺。在參加攻略「奈落的參道」的大規模戰鬥時是第四團隊的成員。
迪米夸斯（聲：伊丸岡篤（日本）；鄧志堅（香港））
原公會布里甘提亞的會長，90級武鬥家。獵捕NPC當作奴隸，其後甚至開始獵捕女性玩家（如瑟拉拉），被前来救援的城惠等人和保护瑟拉拉的喵太击败，并记恨于城惠。其后被远征而来的公会「银剑」击败，導致公會成員大幅流失，使得布里甘提亞被視為附屬於「银剑」底下的公會。迷上曾经掠夺过来作为奴隶的一名贵族大地人女性，被这大地人照顾得服服貼貼。
在「奈落的參道」看清了自己谋略不如城惠，战术指挥不如威廉，承认自己不能成为公会领导的原因，带着城惠独闯进最后的房间并要城惠承认迪米夸斯其自身的不足后，让其去和供贽一族谈判，最终自己重返战场完成「奈落的參道」的攻略。

#### Plant Hwyaden
濡羽（聲：齋藤千和（日本）；曾秀清（香港））
狐尾族，主職業為賦予術師，类型是控场者，副職業為娼姬，「西之納言」。等級為90級。
阪南超大型公會「Plant Hwyaden」的會長，十席會議的第一席。
美貌倾城的女性。能够使用只有少部分「冒险者」习得的口传特技，口傳為「情報偽裝」。
在大灾害混乱期为了改变现状与统治神圣皇国威斯特兰迪的斋宫家接触，并完全操纵该家族。利用了大地人的势力，支配了阪南的守卫机构，将所有的阪南的街道守卫变为自己的私人部队。
通过与大地人贵族、执政者交涉获得了巨额的财富，买下了复活大神殿，吞并了阪南所有的公会，将整个阪南整合为单一公会Plant Hwyaden，完全掌握了阪南。建立以Plant Hwyaden的干部们为核心的十席会议，成为西日本实质的统治者。为了抑制冒险者凶猛的武力而把统治方针大幅转向融和政策，用完全的独裁统治大幅度提升了阪南的治安。
實際上是作為茵緹克絲的傀儡，自「Plant Hwyaden」到整個阪南都被茵緹克絲所支配。
在遊戲時代便認識城惠，且對城惠抱有好感，企圖將城惠拉攏到「Plant Hwyaden」，希望他能夠從茵緹克絲手中救出自己。
妲莉艾拉（声：同）
大地人，主职业为年代记作家，副职业为二级市民，等级为13级。
濡羽使用口传「情報偽裝」变化出来的身份，经常使用来外出四处流浪，在动画篇曾经出现在恒冰之古宫廷和大地人的孩子们讲述城惠即将使用创建契约魔法的能力。之后以这个身份与城惠会面并被识破。之后又偷偷溜出去并与进行〈達薩尼格的魔法背包〉制作任务的年少组（實莉、冬彌、五十鈴、倫迪浩斯·寇德與瑟拉拉）相遇。
茵緹克絲（聲：大原沙耶香（日本）；鄭麗麗（香港））
精靈族，主職業為妖術師，类型是格斗法师。等級為90級。
網路連載版名為 秧鷄，小說出版時更名為茵緹克絲， 特典$lt;A Mad Tea-party> 中则确认秧鶏（くいな）为茶会成员KR对茵緹克絲的别称。
原放蕩者的茶會成員的外交官。
「Plant Hwyaden」的實際掌權者，十席會議的第二席。
在遊戲時代，以女僕的身分自居，且將加奈美視為唯一的主人。 而後加奈美因現實世界的因素離開茶會並退出遊戲，自認遭到背叛的茵緹克絲則對加奈美由愛轉恨。如今將濡羽控制在手中作為自己的傀儡，整個阪南都被她的瘋狂行為所籠罩。
對茶會同伴一彥的關心毫不在意，並且認為是他多管閒事。
曾多次企圖拉攏KR到「Plant Hwyaden」，但並非為了往日的夥伴情誼，而是為了親手分裂加奈美所成立的茶會來加以報復。
傑魯迪斯（聲：內田夕夜（日本）；劉昭文（香港））
法儀族，主職業為牧師，副職業為學者。等級為90級。
「Plant Hwyaden」幹部，十席會議的第三席，負責開發與財政，人稱「監視塔」，為阪南的鐵血宰相。
擁有口傳技能「凝魔鍛術」。
翠葉·圖魯德（聲：行成とあ（日本）；劉惠雲（香港））
大地人（人族），職業為戰將軍。等級為68級。
在小說第5集中名為，其後再登場時名為，因發音出入導致表記不同，但實為同一人物。
元老院派的最強武將，掌握神聖皇國威斯特蘭迪的大地人軍力，為十席會議的第四席，又稱「東跋將軍」。
指示「Plant Hwyaden」進行西日本的情報管制。
納卡爾納德（聲：土田大（日本）；李錦綸（香港））
狼牙族，主職業為守護戰士。等級為93級。
曾是關西最強公會「咆哮（ハウリング）」的公會長，大災難後被整合進「Plant Hwyaden」。
現為「Plant Hwyaden」幹部，十席會議的第五席，掌握阪南的冒險者兵力，又稱「南征將軍」。
庫昂（聲：井口祐一（日本））
法儀族，主職業為吟遊詩人。等級為90級。
十席會議的第六席，又稱「預言的吟唱者（預言の唄い手）」。
在現實世界中被「F.O.E」僱用為「幻境神話」的GM。之後被捲入「大災難」後失去了大部分的GM能力，而「來自遠方的呼喚（GM Call ；GM回報系統）」是少數仍有作用的功能之一，能在大和伺服器發生系統事件時收到系統情報。
一彥（聲：加藤將之（日本）；招世亮（香港））
人族，主職業為刺客，类型是剑舞者，副職業為騎士。等級為97級。
原放蕩者的茶會的戰鬥指揮官。
在茶會時代因為首屈一指的強悍戰力和正直的性格受到茶會眾人的敬重，被宗次郎視為師傅一樣的存在。
受到茵緹克絲的懇求而加入「Plant Hwyaden」，十席會議的第七席。
實際上對茵緹克絲十分關心，是為了保護因失去加奈美而陷入瘋狂的茵緹克絲，同時也是為了抑制她對阪南帶來的破壞。
阪南治安護衛隊壬生狼的隊長，負責維護阪南治安、保護弱勢的大地人，獨立於「Plant Hwyaden」的命令系統之外。
在東西衝突時展現出遠超冒險者規格的強大戰鬥能力。
傑雷德·耿恩（聲：堀川亮（日本）；陳永信（香港））
大地人（精靈族），主職業為大魔導師，副職業為學者。等級為36級。
米萊雷克的大魔導師，魔法學與歷史學的權威，前任的米萊雷克賢者，為李·耿恩的師父。因不明理由而刪除了賢者代代相傳年輪之書中的部分記載。
現為十席會議的第八席，以自身的知識與魔法能力協助傑魯迪斯開發新技術。
洛雷爾·鐸恩（聲：間島淳司（日本）；梁偉德（香港））
大地人（人族），主職業為牧師。等級為41級。
十席會議的第九席，為近身護衛濡羽的親衛長。
雖然知道自己身為大地人的能力比不上冒險者，但擁有著拼死也要保護濡羽的覺悟。
KR（聲：三木真一郎（日本）；胡家豪（香港））
精靈族，主職業為召喚術師，类型是幻兽使。等級為92級。
原放蕩者的茶會成員之一。
大災難後使用召喚術師的專屬技能幻獸附身，與幻獸白澤交換身體，以幻獸之軀遍歷各伺服器收集情報。
在中國伺服器巧遇加奈美一夥，而後一起同行。
與黑龍一戰之後受到重傷，回到日本後，為了在日本打造能夠迎接加奈美到來的舞台而加入「Plant Hwyaden」，為十席會議的第十席。
擁有口傳技能「真紅的契約」。
石榴龙（配音：佐藤惠）
本来是90级“RAID”级怪物，25米的红龙，能使用“龙之吐息（竜の吐息（ドラゴンブレス））”的技能。后来与KR达成契约变成“仆人”级的15米红龙，能力也有所减退。后来解除契约后，出于对KR感兴趣而自愿跟随他。以「妾」为自称的古老用词言语，对人也十分高傲。跟随KR后，能变成身穿白色连衣裙的红发小女孩形态。
隆達格（聲：宫下荣治（日本）；林筠翔（香港））
精靈族，主職業為妖術師。等級為92級。
本是公會「布里甘提亞」的第二把交椅，人稱「灰鋼」的法師。在城惠一行人於薄野擊敗迪米夸斯後，脫離布里甘提亞，投奔西方。其後加入Plant Hwyaden，並為第四席的翠葉工作。

#### 其他
加奈美（聲：井上麻里奈（日本）；曾秀清（香港））
- 人族
- 主職業為武鬥家，類型是武僧，副職業為廚師，等級90，公會：無。（西歐伺服器时）
- 主職業為盜劍士，等级90。（日本服务器时）

原放蕩者的茶會的创建者和領導者。性格隨性，不顧他人感受，恣意妄為，卻也因如此總是推動著週遭的人一起前進。及後因为移民英国的关系而一度退出游戏，失去了中心的茶会则逐渐解散。但後來在西歐伺服器重創角色而回到遊戲，其後也被捲入「大災難」。
在茶會時期常带领战友们征战各种大型副本，以至世界级任务，获得各种几乎不可能达成的巨大功绩。
「大災難」發生當天，加奈美正在艾爾·剛迪亞斯島的地下迷宮一個人打「青銅巨兵」練等。
大災難發生後為了掌握狀況，加奈美回到七丘之國的首都隆雷希亞調查，卻毫無進展。「對了，去問『古代種』吧！」想到這個點子之後，啟程一路直指不列顛尼亞前進。
在不列顛尼亞國的阿爾斯特救醒艾利亞斯·赫克布雷德，因此艾利亞斯加入成為旅伴。
在蓋利安武國的花都（ヴィア・デ・フルール，相当於现实巴黎）捡到了珂珮莉雅，得到她的认主。
在廢城鐵克利（テケリの廃街，相当于现实哈萨克斯坦）遇見了李奥纳多、KR、春翠，得到他們的追随。一行六人從歐洲橫跨亞洲大陸，前往唯一实装了最新资料片《開拓智域》的日本伺服器，调查大灾害的真相。
離開天山山脈的一行人抵達狼君山。與克拉斯提合作擊潰「典災」的陰謀！成功和城惠通訊之後，向克拉斯提告別，繼續東進！
在現實世界中有一個三歲的女兒，還希望能將女兒帶入遊戲中，看遊戲內的世界。
擁有口傳技能「一瞬千擊」，可以大幅度縮短所有技能的CD，做出有如格鬥遊戲一般的連擊動作。
珂珮莉雅（聲：五十嵐裕美（日本）；葉曉欣（香港））
主職業為牧師，类型是装甲牧师，副職業為戰鬥司祭。另外是不多的双盾流使用者。等級為90級。
身高140cm，穿著女仆装的蓝髮女孩。西欧服务器玩家，目无表情，言语举止亦无感情起伏，简直就像人偶，像机器人一样。
在大灾害後仍不断持续进行机械式的农怪、捡宝、卖钱的行动。直至在花都（ヴィア・デ・フルール，相当於现实巴黎）被加奈美捡到，开始与加奈美同行，称加奈美为主人，像真正的女仆一样侍奉著加奈美。
事实上是游戏时期洗钱集团设置的自动程序，大灾害后获得灵魂。
李奧納多（聲：阪口周平（日本）；張裕東（香港））
主職業為刺客，类型是剑舞者。等級為90級。
作者網上連載外傳《海外篇 龍吼山脈（海外篇 竜吼山脈）》的主角。
最初連載的設定為現實世界的紐約人，愛吃披薩，穿著遊戲中角色扮演用的烏龜裝，帶著紅色眼罩，手持雙刀。是拥有秘宝、幻想级装备的高端玩家。
但龍吼山脈卻因其角色設定所產生的版權問題而使得書籍一直無法出版。在決定將该外傳改編為小說第9冊出版的同時，也將李奧納多忍者龜的設定變更為忍者蛙、愛吃披薩這點也變更為愛吃壽司，以迴避可能造成的版權問題。
李奧納多原為北美伺服器的玩家，大災難後對荒廢的紐約失望而逃進妖精環，傳送到了中原伺服器。
在哈薩克境內於廢城鐵克利觸發副本事件而受困，其後得到加奈美一行人的幫助逃出生天，在得知加奈美前往日本的目的後，決定結伴同行。
個性冷靜，遇事會先評估利害關係，但實際上內心深處潛藏著狂野的英雄熱血。
擁有口傳技能「雙線並行」，以連續命中會提升威力的近戰專用攻擊特技「致死之舞」為中心所組成的刀刃之風，二刀流快速交替的釋放技能以取消所有的準備和後搖動作，並且繼承了「致死之舞」每次攻擊提升7%傷害的特性，可以自由的將所有特技進行組合連擊，獲得遠遠超過刺客攻擊上限的傷害能力。
大嶋
矮人族，主職業為吟遊詩人，副職業為追蹤者。
城惠認識許久的朋友。受到城惠委託前往西日本收集「神聖皇國威斯特蘭迪」的情報，事後下落不明。
詠
原放蕩者的茶會成員之一，大災難期間沒登入遊戲。
朱桓
貓人族，副職業為武俠。等級為90級。
中原伺服器公會「樂浪狼騎兵」的會長。
行事果斷，大災難後隨即率領公會成員脫離大都（現實世界上海，玩家都市）將據地移動至「草原之都」。
將公會轉型為鏢局和收集情報的方式很有遠見，在大型戰鬥的指揮上也很有經驗。
春翠（聲：加隈亞衣（日本）；林芷筠（香港））
人族，主職業為牧師，副職業為邊境巡視員。等級為90級。
「樂浪狼騎兵」的會員，在護送大地人商隊的任務中失敗，是鏢隊一行人中的倖存者。
城惠2（聲：藤村步（日本）；陸惠玲（香港））
半祖族，主職業為召喚術師，類型是死靈術師，副職業為吸血鬼。等級90，公會：無
原為與城惠同一帳號中的另外一個遊戲角色，位於測試伺服器。
為身著白色長袍、戴著圓框眼鏡，留有一頭長髮且身材姣好的女性。
如今原因不明地有了另外的自我意識，並使用了召喚術師的技能「交換轉移」，與當時位於奧羽地區的「哥哥」交換了位置，從原本的月球上抵達大和地表。
由於副職業的吸血鬼使得她在白天時行動不便，為了要解特殊副職業的離職任務而欲西行前往生駒（イコマ），在途中巧遇並救了為解〈達薩尼格的魔法背包〉任務而西行的年少組（實莉、冬彌、五十鈴、倫迪浩斯·寇德與瑟拉拉），且在事後暫時結伴同行。之后完成事件交给实莉一封信托其给与城惠后独自离开。
在信件表明自己真正身份為代表〈监测者〉的〈航界種〉，并透露了关于典灾和现在冒险者和他们的身份等问题，邀请其去月球服务器找其同伴了解真相。
忍冬
主职业为守护战士，类型是猩红骑士，副职业为生还者。
等级90級，狼牙族，发型为主妇马尾。
原放蕩者的茶會成員之一，全身佩戴猩红色金属铠甲的巨乳女性，持有幻想级双手武器方天画戟，还有一匹马和专属的高等马具。
是猩红骑士的象征型人物。
五郎八郎
主职业为武士，类型是剑武士，副职业为浪人。
等级90，妖精族，正统派的武士。右眼有个大伤疤，有着将金色的头发绑成发髻的习惯。
原放蕩者的茶會成員之一，身穿南蛮铁大铠，腰插一把野太刀，随着带着一把歌妓舞的大伞。

### 大地人

#### 自由都市同盟伊斯塔爾
蕾妮希雅·耶魯艾特·柯文（聲：伊瀨茉莉也（日本）；詹健兒（香港））
- 人族，職業：貴族→玫瑰園的公主。

統治舞濱（マイハマ）的柯文公爵家的大小姐，15歲，留有一頭銀色長髮。外貌絞好、楚楚可憐與不時透露出的哀愁神情使她被稱為「伊斯塔爾的冬薔薇」。 受祖父賽爾濟亞德公爵嚴厲家教的關係，對外應對合宜，不過本人實際上極為懶散。
雖然個性怕麻煩，但對自己身分所抱持的自覺，與對同胞的熱愛，在恆冰古宮廷的會議中主動請求去秋葉原請「冒險者」支援聯盟防守，拯救了大地人與冒險者的關係。現作為聯盟駐秋葉原的使者留在秋葉原。
伊瑟魯斯是蕾妮希雅的弟弟。莉瑟魯提雅是蕾妮希雅的姊姊。
最初被「D.D.D」的會長克拉斯提利用推掉恆冰古宮廷會議中大部份交渉（借與蕾妮希雅公主有約）而覺得克拉斯提是壞人及相當麻煩，但隨後漸漸地對其抱有好感。
之后被母亲安排与神圣皇国威斯特兰迪的斋宫家进行联婚，为了能留在秋叶原，选择加入圆桌公会作为大地人的代表，也成功说服了母亲不执行婚约的决定。
艾麗莎（聲：葉山郁美（日本）；朱妙蘭（香港））
- 精靈族，職業為貼身侍女。

蕾妮希雅的貼身侍女，沒落貴族出身，是精靈族的美女。
非常瞭解蕾妮希雅的個性，也總是拿她沒輒，經常為蕾妮希雅的事傷透腦筋。
賽爾濟亞德·柯文公爵（聲：辻親八（日本）；譚炳文（香港））
- 人族，職業為貴族。

統治舞濱，同時也是自由都市同盟伊斯塔爾眾領主之首，是東日本權力最大的人。
柯文家是目前大和僅存兩個公爵家的其中一個，賽爾濟亞德也因英明的領導而深受領民愛戴。
雖然表面上對蕾妮希雅非常嚴厲，其實總是在背後默默地關心她。
伊赛鲁斯·耶鲁艾特·柯文（声优：伊瀨茉莉也（日本））
- 人族，職業：貴族。

9岁，蕾妮希雅最小的弟弟，賽爾濟亞德的孙子，作为柯文家的下任继承人而被培养。自身也明白自己的立场，但偶然也会表现小孩子的脾气。现在跟随艾札克学习剑法。
萨拉丽雅·茨雷威特·柯文（声优：甲斐田裕子）
- 人族，職業：貴族。

賽爾濟亞德·柯文公爵的大女儿，蕾妮希雅的母亲。年轻时是舞濱地区远近闻名的才女，被称为“伊斯塔尔的珍珠（イースタルの真珠）”，年轻时就是辅助父亲处理舞濱的外交事务。观察眼光独到而锐利，连父亲也难以制衡。亲自到秋叶原安排女儿与神圣皇国威斯特兰迪的斋宫家进行联婚，但女儿最终以母亲年轻时也想独立自主外出闯荡但被柯文公爵家的身份所限制而不能如愿，说服了母亲允许其加入圆桌会议并继续留在秋叶原的请求，最终同意女儿不履行婚约后回府。
齊利瓦侯爵（聲：村田太志（日本）；林國雄（香港））
魔法都市筑波（ツクバ）的領主。
在領主會議時，對冒險者一廂情願的想法惹怒了道隆，使得自由都市同盟與圓桌會議陷入緊張關係。
李·耿恩（聲：藤原啟治（第1、2期）→多田野曜平（第3期）（日本）；李震權（香港））
- 精靈族，職業為魔法學者。

現任米萊雷克的賢者（ミラルレイクの賢者）。
擁有高深的知識，近30年間都在恆冰古宮廷地下的書齋中研究世界級的魔法。在圓桌會議來到舞濱參見聯盟會議時，找到城惠講述了他對這個世界的研究。
雪（聲：能登麻美子（日本））
- 精靈族，職業為家庭主婦。

大地人貴族。一度被迪米克斯抓去當奴隸，後來成為其妻子。駕馭迪米克斯非常成功。

#### 神聖皇國威斯特蘭迪
馬爾維斯卿（聲：青山穰（日本）；張錦江（香港））
網路連載版為倫德斯塔卿（ルンドスタード卿），小說出版時更名為馬爾維斯卿。
神聖皇國威斯特蘭迪的高階貴族，同時也是貴族商人之長，對海運有莫大的權力。

#### 供贄一族
堇星（聲：代永翼（日本）；陳灝瑋（香港））
供贄一族的年輕首領，管理使用著古代艾祖族所留下的魔法技術。
恩柏特·尼爾列斯（聲：家中宏（日本）；陳耀楠（香港））
- 職業為武士，等級94

秋葉原殺人魔事件的兇手，原本為供贄一族的城鎮衛兵，在購買原来游戏副本的奖励武器，并受到武器原来的背景说明影响，於秋葉原襲擊冒險者。
雖然職業為武士，但所使用的技能與冒險者的武士完全不同。

#### 古代種
艾利亞斯·哈布雷德（聲：平川大輔（日本）；關令翹（香港））
北歐伺服器、全界十三騎士團中赤枝騎士團的一員。
使用妖精族劍技的無敵勇者，為等級100的刀劍術師，但受到妖精眼的詛咒而無法削弱敵人至25%HP以下。
大災難發生後，被加奈美拯救而與她同行前往日本。
在中原伺服器被帕布斯給魅惑，為了解除妖精眼的詛咒而與克拉斯提大打出手，但後來被列奧納多給點醒，並解除了妖精眼的詛咒。
鈴香鳳
中原伺服器、率領全界十三騎士團中的翡翠騎士團。
又稱「白翼姬」，在遊戲時代與艾利亞斯都是玩家耳熟能詳的英雄人物。
莱莉亚·莫芙露（配音：石见舞菜香）、莉特卡·莫芙露（配音：山下七海）
- 职业：武斗家（莱莉亚）、特鲁伊（莉特卡）
- 等级：65级

《幻境神话》开服时就已存在的游戏角色，狼牙族姐妹，最古老的古代种，属于公会“出云骑士团”并且是创始者。由于任务策划设计的问题（特托拉曾提及关于她们的一个任务，由于性格设定的原因，导致需要收集比任务标示的道具量多几倍的量才能完成，而十分怒火），在老玩家的口碑中十分糟糕，而被称为“出云的蠢狼姐妹”；另外虽然早期游戏玩家等级上限为50级，65级的她们被称为“孩童的守护神”，但随着玩家等级上限的提升，玩家属性值膨胀而被游戏策划逐渐雪藏弃用（对于她们而已就是任务洞穴被封锁而在里面冬眠了50年）。容易饿，十分好吃，性格相当冒失，妹妹莉特卡更为中二。
由于遇到典灾而来到秋叶原附近，并被实莉等人的年少组所救，后在实莉请求下被收留到“记录的地平线”中。

### 〈典災〉
典災是一種能化身成人形的怪物，在大灾难期间出现，并使全部NPC古代种骑士团陷入休眠。根据城惠2提供情报，实际是代表<采集者>的<航界种>所控制的来自测试服月球的新怪物。
菈絲菲爾（聲：藤田咲（日本）；陳琴雲（香港））
<降靈師的典災>，猶如陶瓷娃娃一般可愛外貌的金髮神秘少女，為八十九級的＜通常＞型魔物，很可能最初覺醒的典災之一。
雖然外表跟說話方式都很高雅，但渾身上下盡是詭異的氣息且生性殘忍。關節既會向不可能的方向屈曲，也會用其利爪頭下腳上的像蟲一樣地行走，行動十分的異樣。
雖然頭部看起來很正常，其實它沒有跟身體連在一起。
持有數十個「魂」，即使四肢或胴體受到破壞也可以用「名字」代替所受的傷害，並立即再生。再生需時「一拍」（一次呼吸的四分之一時間）。
李奧納多（レオナルド）的話，可以用比她的再生還要快的＜絕命一閃＞將頭部一刀兩斷而完全消滅。
與帕布斯操控黑龍，企圖破壞位於陸服的〈列柱遺跡〉。
技能是能快速抓取附近的生物作为替身承受攻击伤害。
出典自一時的（genius，古羅馬的精靈信仰。），支配死靈的「Rasphuia」。
帕布斯（聲：齋藤志郎/澤海陽子（伪装為葉蓮仙女时）（日本）；李安邦（香港））
<治癒的典災>，身穿長袍的神秘人物，底下有大量觸手，為八十九級的＜通常＞型魔物。很可能最初覺醒的典災之一。
腳下總有黑色的泥沼，手指被黏液包覆，利用泥沼冒出氣泡發出的聲音來說話。
攻擊手段是以觸手噴出強酸。其觸手也可以寄生在其他魔物身上，並操控他們。
同時支配著無數的〈灰斑犬鬼〉並一邊戰鬥，即使跟數個等級相當的人為敵也不會輕易落敗。
在中原伺服器偽裝成名為葉蓮仙女的古代種，因克拉斯提不願隸屬於她而對其施加無法回復HP與失意的詛咒，並間接挑撥艾利亞斯與克拉斯提他們。
對艾利亞斯造成異常狀態控制，但被列奧納多給救回，並被改寫作为契約的詛咒內容的克拉斯提給打敗。
知道＜大地人＞及＜古代種＞是NPC的事（人格Software）。
為異形大軍典災（ジーニアス）的其中一員。
出典自一時的，支配著治療的「Papus」。
卡姆伊賽爾（聲：市來光弘（日本）；李凱傑（香港））
<結婚的典災>，魅惑大地人和冒險者。
偽裝成大地人的青年商人，口頭禪是「你願意成為我可愛的新娘嗎」。
能使出類似洗腦的技能，讓被洗腦者答應成為他新娘。
因為向宗次郎求婚，遭受其親衛隊圍毆斬殺。
巴古利斯（聲：下山吉光（日本）；譚炳文（香港））
<度量的典災>，欺騙冒險者。
「素材道具」的價格會根據其品質好壞而有所改變，為了知道其價格，有人會請巴古利斯鑑定道具，但假如他認定一塊普通石頭為最高級的礦石，莫名的所有人都會信以為真，普通石頭會被大家以高價交易，是個能讓與物品價值相關的容量和尺寸進行破壞的怪物。
戰鬥狀態下，對距離和速度戰有優勢，並且技能傷害和技能使用對象都會受到他的控制，但被供贄一族跟洛德立克一起研發的秘密武器「原器」封印能力後，戰鬥力幾乎是零。
希斯拉烏
<疫病的典災>，會讓大地人和冒險者生病中毒。
背上長著紫色的蝶羽，身長約30CM，是個美少年加風妖精系的魔物。
非常吵耳，總是把想到的話不經大腦就說出來，而且不喜歡聽人說話。雖然態度很差經常令人生氣，但本人其實沒有惡意。
興趣是製作甜品，會開發並流放自作的曲奇及糖果。當然全都是有毒的。
是個使用風之魔法及蝶翅中的鱗粉攻擊的廣域攻擊型魔術師。能夠以鱗粉污染身旁的地面，再對在該地生長的怪物洗腦。也會以風之魔法把敵人拉到被他污染附毒的〈邪毒〉區域之中，再派被他洗腦的魔物攻擊。
其實自己也會遭到〈邪毒〉的傷害，但因為會飛的關係，不會被他毒害的地形影響。
據某人的情報，似乎出曾在秋葉原附近出現。在秋葉原東的中以＜洗腦毒＞支配並改造了那邊的＜巨人＞們，並將用他的毒污染了。完全不明白他的目的及身份。
完全不明白他的目的及身份。似乎跟＜冒險者＞一樣，對現實世界有一定的認知。以＜疫毒＞令秋葉原的居民深受其苦，但被前來討伐的＜貓咪亭＞一行人消滅了。
出典自四時的，支配著毒的「Sislau」。
埃莉努斯（配音：五王四郎）
<失望的典灾>，出现在动画第三期的65级RAID级怪物。
被古代种狼牙族莫芙露姐妹发现后，追及到秋叶原。将秋叶原变成一个副本空间，并将全部冒险者吸入副本，利用学徒系统机制将高于65级的冒险者降级并将他们击败而踢出副本。幸存的冒险者在实莉和晓的带领下，利用城惠等人积累到的信息，组成RAID副本攻略队对其进行攻略。之后展现出第二种能力：能根据攻击者的攻击量抽出其记忆中憧憬的人事记忆消灭，从而磨灭其斗志。会说出询问对方存在憧憬的对象而要令其失望的话语。
之后被莱莉亚的突击中发现了体内还有一只35级的怪物<憧憬的典灾>，也就是实现降级能力的源头和<失望的典灾>的根本，最终在不断的攻破下，<憧憬的典灾>被击毁，<失望的典灾>也失去根本而崩溃，副本空间被解除。

## 設定

### 世界觀、用語
幻境神話
本作的架空MMORPG，也是作品的舞台，以劍與魔法為主題的世界。日本用戶約十萬人，全世界約兩千萬人，是世界上最大的線上遊戲。歷經20年的版本升級，在第十二次的改版更新《開拓智域》中使得遊戲玩家被鎖在遊戲中。
遊戲時期的時間速率為現實中的12倍，即遊戲中的一天等於現實世界的兩小時，但「大災難」後體感時間則與現實世界沒有分別。
全球共有十四個伺服器，而其中一個為測試伺服器。其他十三個為一般營運的伺服器，分別為日本伺服器、中原伺服器、北歐伺服器、西歐伺服器、北美伺服器、中南美伺服器、大洋洲伺服器、韓國伺服器、東南亞伺服器、印度伺服器、中東伺服器、俄羅斯伺服器及非洲伺服器。
賽爾迪希亞
「虛擬蓋亞計畫」所打造遊戲世界的名稱，等同於現實世界的「地球」。
神代
在「幻境神話」遊戲的官方正式設定上，為已滅亡的古老科學文明（即指現實世界的文明）的總稱。
遊戲中的廢墟大樓、年久失修的地下鐵、半毀的高架道路與殘存的柏油路面等等，都是「神代」流傳下來的遺跡。
虛擬蓋亞計畫
以現實地球為藍本，打造出八分之一大小的地球做為「幻境神話」遊戲冒險舞台的計畫。
形狀、大陸、地形等等都仿造真實世界，但距離縮為二分之一，面積為四分之一。
大災難
在第十二次的改版更新《開拓智域》當天，所發生的超脫一般常識的事件。
原本登入遊戲「幻境神話」的玩家全被捲入異世界且無法自行脫困。
「大災難」是「冒險者」們對此事件的稱呼，「大地人」們則稱此事件「革命」或「五月事件」。
金幣
<幻境神話>上只有單一的通貨流通著。使用的是金幣、半金幣、四分金幣這類沒有貨幣名稱的單位。與日元美元歐元混在一起的地球不一樣，因為只有單一的貨幣，所以沒必要起個名字加以區分。
這個通貨不單只是大和伺服器，而是全世界伺服器，也就是說<幻境神話>的世界裡都是共通的。
時間差異
遊戲中原本2小時為一天，但是轉移至異世界後還原成24小時
基於這原因在大地人眼中，冒險者非常的長壽
魔法規模
「大地人」賢者李·耿恩依魔法所能造成影響的程度，將魔法分為8個等級。
依照魔法的規模，區分為：動作級、戰鬥級、作戰級、戰術級、戰略級、國防級、大陸級、世界級。
以下為不同等級的魔法的解釋：
- 「動作級」魔法是指能夠代替一個動作的魔法，例如以魔法代替揮劍與魔物戰鬥。
- 「戰鬥級」魔法為能夠左右一場戰鬥結果的魔法，即決定己方或敵方小隊的命運的魔法。
- 「作戰級」魔法是指規模足以同時左右二至三場戰鬥的魔法。
- 「戰術級」魔法是一擊足以影響敵方集團或一座城塞規模的魔法。
- 「戰略級」魔法是能夠左右一場戰爭的單一魔法。
- 「國防級」魔法即為左右一個國家的魔法。
- 「大陸級」魔法即為左右一塊大陸的魔法。
- 「世界級」魔法是能夠左右世界的存在、法則和命運的魔法。

森羅變化
在魔法之中能左右世界的存續、法則與命運的「世界級魔法」。
在「大地人」的歷史紀錄上，「森羅變化」共發動了三次。第一次發生於300年前，發生亞人族及古代種的出現；第二次是240年前，冒險者出現；第三次的「森羅變化」即為「大災難」。
舊世界
「大災難」發生後，被捲入異世界的「冒險者」們對原本世界（地球）的稱呼。
冒險者
幻境神話內NPC對玩家的稱呼。同時也是幻境神話的玩家統稱，是玩家自己的分身，遊戲開始時可以自行設定身高、職業及種族。
大地人
幻境神話內NPC的自稱。在遊戲時期，大地人只是單純的NPC，其反應亦是由程序預設，但「大災難」後則與普通人沒有任何分別，有各自的性格。
在「大災難」後，大地人的數量相比遊戲時期增加十倍以上，使日本伺服器全體的人口大約有200萬人。比「冒險者」脆弱，一般人的等級為10級以下，軍隊的精英的等級則是50至60級。同樣需要進食及睡眠，要是沒開啟狀態視窗確認，很難和一般玩家區別。另外，當大地人的HP歸0，且落魄狀態結束後，便無法復活。
古代種
由大地人所生，擁有高度戰鬥能力的個體，其能力甚至可與「冒險者」匹敵。
幾乎所有的古代種都隸屬於全界十三騎士團，日本伺服器的騎士團為「出雲騎士團」。
供贄一族
是大地人中被重重謎團所包圍的一族。即使同為大地人，也難以得知該族內部的情報。
使用古代艾祖族所留下的魔法技術在暗地裡支撐著大和伺服器的運作，舉凡城鎮守衛的動力甲冑與各銀行道具箱的互通等技術都由供贄一族管理。
一般公用設施的服務員也都是由供贄一族擔任。
典災
幾乎毀了「全界十三騎士團」的異形大軍，知道「幻境神話」原本只是網路遊戲的真相。
而根据城惠2留给城惠的信件中得知，典灾实际上由代表<采集者>的<航界种>附身于月球服务器所产生的怪物，然后来到正式服务器来采集「共感子」而造成对正式服务器的破坏。
魂魄理論
認為在賽爾迪希亞世界中生命體的根源及驅動其的能源叫做「魂魄」的理論。「魂」是驅動精神的能量，對於魔力也會有影響，亦被稱為魔法槽（MP）。而「魄」則是驅動身體的能量，亦被稱為血槽（HP）及「氣」。
當冒險者（玩家）、大地人以及怪物失去戰鬥能力時，雖然身體無法活動但精神仍然健在，但「魂」與「魄」會開始分離，最後「魂」會處於黑暗之中而「魄」則會開始擴散，此過程稱為「落魄」。
復活魔法是用處於落魄狀態的屍體上。將擴散到空氣當中的「魄」聚集起來並重新構築，而重新構築所需的情報是從眼前屍體遺留的記錄逆向計算而得的，而不足的「氣」則是由治療術士自己的「氣」來彌補。復活魔法除了對冒險者有效外，對大地人亦有效。但如果肉體「魄」完全擴散後便不能復活，處於此狀態的大地人便會完全死亡。而冒險者的「魄」在完全擴散後，肉體便會分解成粒子，然後利用「魂」的力量傳送至「大神殿」並自行復活。
玩家復活需付出一定的代價，這是不可避免的信息損耗。在遊戲時期玩家復活後所付出的代價為失去一定的經驗值，但「大災難」後玩家復活後所付出的代價則為失去一定的經驗值及部份的記憶。
傳送門
用於連結不同都市的設備。但「大災難」後處於停止運作的狀態。
妖精環
位於野外的傳送裝置，傳送地點受到月亮盈缺影響，使用時機錯誤就不曉得會傳送到何處。「大災難」之後因無法查閱攻略網站，因此幾乎無人使用。
區域
「幻境神話」中用來形容面積或範圍的單位，可能是一片原野、一座迷宮、一座城市，也包括旅館某室這種狹小場所，也可以按照定價購買。
戰鬥規模
在遊戲時代，戰鬥規模是會以對象和所需要完成的任務的難度、參加人數等作為區分的要素。1個人是獨行者（Solo），2至6人是團隊（Party），6人以上為大規模戰鬥（副本），以此區分。
- 團隊

最多可以有6個人組成的臨時團隊。可以觀測到相互之間的HP狀態是否異常，並可以得知同一隊伍中隊友的方向和距離。
- 大規模戰鬥（副本）

大規模戰鬥所要求的人數比「冒險者」平常所組六人小隊還多，也引申為人數眾多的部隊本身。比較著名的是24人的中隊副本、96人的大隊副本，以及世界共通100人規模副本。

### 種族
〈幻境神話〉中能創造的角色共有8個種族能選，一般稱為「善的種族」，由這8個種族構成了人類社會。
在8個種族中，貓人、狼牙、狐尾等獸人族及法儀族是在第一次的「森羅變化」對抗亞人族時由人類利用艾祖族的秘術所創造。
人族
與現實世界人類相似的種族。
膚色、髮型與眼睛等部位都有多種造型能選，能力也很優秀，所以在〈幻境神話〉中佔壓倒性的多數。
精靈族
居住在森林與古代遺跡等地的長命種族。
在精神力與弓術的學習上較有優勢，擁有猶如妖精般細長耳朵的外型。
矮人族
在礦山等地從事勞動工作，擁有結實體魄的人型種族。
耐力與抗魔耐性高，能力偏戰士與鐵匠，身高約100公分至140公分。
女性角色的體型不能說是結實，而是以蘿莉體型較多。
半祖族
繼承了已滅亡古代艾祖族血統的一族，經隔代遺傳由人族所生。
外型與人族幾無兩樣，但舌頭上有著奇妙的紋章，與古代魔法遺跡的親和性很高。
貓人族
善的獸人種之一。有著貓的特徵，擁有很高的敏捷度與敏銳的感覺，頭部有貓耳與貓鬚，沒有尾巴。
狼牙族
善的獸人種之一。平時的外型就有如髮量較多的人類。
透過高昂的戰鬥或流血就能喚醒狼的特性，而得到強大的力量、腳力、金色瞳孔、狼耳與幻尾。
狐尾族
善的獸人種之一。魔法能力很高，但不同的能力值成長度非常極端，且就像狐狸能幻化成他人那樣，有著「原本主職業能習得的的技能會隨機無法習得，取而代之的是能隨機習得其他職業或種族的技能」這特異的種族特性，因此是非常少人選擇的稀有種族。
擁有狐耳與幻尾（尾巴數量會依等級高低而不同），兩者皆能以狐尾族特有的基礎技能隱藏起來。
法儀族
有著眾多謎團的種族。魔法能力高且具有豐富的知識，身上的許多部位都有類似刺青般花紋，被稱為「紋樣」的圖形。
由於升級時的HP上升幅度實在太低，幾乎沒有玩家選這種族。
艾祖族
此種族玩家在創造角色時不能選擇。
此種族存在於距今350年的時期，是魔法的發明者及強大魔法文明的先驅，但種族繁殖力弱、王國版圖小。因獨佔魔法技術而被其他種族消滅，生存的艾祖族人則被視為奴隸。之後艾祖族的六傾姬在各自所在之地展開復仇，但最後被人類打敗。而第一次的「森羅變化」則是由艾祖族所發動。

### 職業
分主職業及副職業。幻境神話遊戲設定中，玩家可從12個主職業中選擇其一，決定後即無法更改。另可再選一個副職業，副職業則可在一定程度上隨玩家意思變更(種族類的副職業貌似比較麻煩)。

#### 主職業
主職業共有12種，依照職業特性不同而分4系。
戰士系
守護戰士
在12個職業中，是防禦能力最高的職業，能裝備大部分盾牌、鎧甲與武器。
擁有豐富的仇恨值抑制和傷害減輕能力，還有能吸引敵人注意、一定時間內無敵、利用盾牌定住固定範圍內多數敵人以及代替同伴承受傷害的技能，是支撐隊伍前線的鐵璧。
以定位怒號Anchor Howl為代表的「挑撥」技可以轉嫁敵意到自身，作為隊伍的盾將傷害承受下來。
类型：
- 要塞（フォートレス）

要塞是装备巨型盾牌的正统派肉盾职，此類的冒險者會身著堅固鎧甲並手持大型盾及單手劍。
要塞會在戰鬥時處最前列，藉由定位怒號、挑釁咆哮Taunting Shout這類技能來提高敵人對自身的仇恨值（敵意）並使攻擊集中在自己身上，讓同伴自由活動的同時也攻擊敵人削減血量的要角。另外也常使用十字斬Cross Slash等基本攻擊技。
- 猩紅骑士（スカーレットナイト）

猩紅騎士會捨棄盾牌，相對的以具有HP吸收特效的雙手武器為主武，將受到的傷害以攻擊時吸收HP補回來，以彌補缺失的盾牌防禦力並維持戰線的類型。而大型戰鬥工會之一D.D.D的會長「狂戰士」克拉斯提就是此類型的有名玩家。
雖然仍會使用定位怒號、挑釁咆哮等技能以聚集敵人，但卻用雙手斧重複使出衝鋒Onslaught、破甲重擊Armor Crash等攻擊力高的招式，並搭以金屬反彈和重鎧來減輕敵人的攻擊。
- 破壞劍士（ジャガーノート）

破壞劍士是重視連技的戰鬥型「守護戰士」，相比起自動攻擊（普通攻擊），此類的冒險者更重視連技的類型。破壞劍士會配合縮短技能冷卻的裝備，連續使用多種攻擊技能。大型戰鬥工會之一黑劍的會長艾札克就是這類型的代表。
雖然跟要塞同樣裝備著鎧、盾及單手劍，但最大的不同就是破壞劍士的技能與裝備是以「大招式的連續使用」為基礎來構成的。
武士
能夠使用日本伺服器額外追加的眾多日式裝備，但無法裝備盾牌，因此防禦能力較守護戰士差。
擁有許多威力強大的技能，但技能冷卻時間長，不能連續使用是缺點，是個以攻為守的職業。
原本位於北美的遊戲開發商所設定的職業為海賊（パイレーツ），但為了配合日本伺服器的在地化設定而改成了武士，為日本伺服器特有的職業。
武士基本能力與海賊一樣，但技能名稱方面則做過變更。
中國伺服器所設定的對應職業為俠客/遊俠（Youxia）。
类型：
- 持刀武士（ソードサムライ）

持刀武士是手握雙手長刀的正統派武士，在幻境神話中是人氣超高的類型。
此類的冒險者在面對敵人時會先以武士之挑戰來挑撥敵人吸引其注意力，再用第一擊會提高威力的斬盔起手，發動一連串的攻擊特技來削減敵人體力，以高傷害來提升仇恨值，確保怪物只以自己為目標。
基本上刀是需要以雙手持握的武器，不過也有二刀流的存在。單手持刀相比雙手握刀的威力會較低，但是二刀流可以靠攻擊次數增加來彌補。
- 反击者（ヴェンジャンス）

雖然反擊者也是雙手握刀，但其使用的技能是以反擊作為主要輸出，是捨棄攻擊次數轉為追求高威力的類型。西風旅團的宗次郎就是屬於這種類型。
此類的冒險者在面對敵人時會先以居合之勢，將刀收入鞘中。之後的攻擊模式就是在居合和拔刀攻擊之間切換，而命中率和威力會大幅上升，透過切換居合和拔刀攻擊藉以連發高威力的斬擊。在此攻擊模式中，較實用的技能包括提升攻速及無視受傷硬直的電光石火，和自動反擊敵人攻擊的後發制人及木靈反擊。
武鬥家
在12個職業中，是HP最高的職業，但頂多只能裝備輕鎧甲，且也無法裝備盾牌，所以防禦能力非常差，取而代之的是高度的迴避能力。
能夠習得許多冷卻時間短的攻擊技能，因此可使出毫無間斷的技能攻擊。甚至將特定的某些技能以一定順序組合使用時，還能發出連段攻擊，所以單以攻擊能力來說，是戰士系中最高的。
类型：
- 武僧（カンフーモンク）：

武僧是標準的格鬥戰類型，會一邊閃避敵人攻勢，一邊使出多組連續技作戰的前衛。放蕩者的茶會的加奈美就是屬於這種類型。
武僧的攻擊風格與武鬥家相似，會先以靈猴步等移動技接近敵人，再用閃電拳等基本攻擊技來發動「連續技」，同時利用無影腳的反擊消滅目標。
- 飞踢者（キッカー）：

飛踢者是以踢技為主的移動型，會使用踢技等突進型技能，邊攻擊邊移動，縱橫戰場。布里甘提亞的迪米誇斯就是屬於這種類型。
一般會配合靈猴步等的挑釁技接觸敵人再開始攻擊，之後持續發動飛龍腳直接掃過敵陣，再配合逐流譏諷加強挑釁效果，增加仇恨值。在冷卻時間過後就繼續使用飛龍腳。
武器攻擊系
刺客
在12個職業中，是物理攻擊輸出最高的職業。除了近戰武器外，也能裝備遠距離的弓系武器。
攻擊技能冷卻時間長，但若擊中敵人弱點的話，能造成非常巨大的傷害。另外，還能夠在武器上塗毒，是完全以攻擊為中心的職業。
类型：
- 影刃（シャドウブレイド）：隐藏身影，在目标的背後作出瞬间输出的一击必杀型。
- 狙击手（スナイパー）：使用弓弩等远程武器，在远距离进行强力射击。
- 剑舞者（ソードダンサー）：不采取隐身偷袭和一击离脱策略，而是进行移动攻击和连续攻击，并透过回避持续作战的打手。

盜劍士
雙手都能裝備武器的二刀流職業，也能裝備小型盾牌，雖然HP與防禦力比不上戰士系職業，卻是武器攻擊系中最高的。
擅長以二刀流連擊，雖然單次的攻擊力較低，但擁有能攻擊多數敵人且降低敵人能力的廣範圍技能，若是對上多數敵人的場合，傷害輸出甚至能與刺客匹敵。
类型：
- 二刀流（デュアルブレイド）：装备两把单手武器。著重攻速和攻击范围。
- 剑击手（フェンサー）：正统派剑士，只使用一把武器。比较注重每一击的威力。
- 剑斗士（グラディエイター）：装备单手剑和小型盾牌。模拟肉盾。
- 杂技手（ジャグラー）：专精投掷武器。配合弹数无限/投掷後返回型的武器进行射击。

吟遊詩人
防具最多只能裝備皮鎧甲，武器除了弓與少部分的雙手武器外，只能用單手的輕兵器或樂器。
擁有特殊的歌唱型魔法，能夠提升隊伍同伴的戰鬥能力，其中永續型支援歌類別的魔法，只要吟遊詩人不主動解除，效果便會一直持續。比起直接戰鬥，是較偏向支援的職業。
类型：
- 指挥家（コンサートマスター）：专精支援歌。强化队友同时自己亦参与攻击。
- 主演者（プリマアクター）：专精攻击特技。放弃强化队友，只强化自身能力进行火力输出。

治療系
牧師
在12個職業中，是總和回復能力最高的職業。能夠裝備金屬鎧甲與盾牌，因此防禦能力也是治療系中最高的。
能使用多樣的回復魔法，額外擅長施放在隊友身上的設置型回復魔法，當隊友受到敵方攻擊後便會自動啟動回復，是在隊伍出團或大型副本中都受到廣大歡迎的職業。
类型：
- 上级治疗师（ハイヒーラー）：专精回复魔法。在後方回复队友。
- 装甲牧师（アーマークレリック）：装备重装甲，走上前线使用短射程强力回复魔法。

德魯伊
除了回復魔法外，也會部分攻擊魔法及支援魔法，在治療系職業中是應用方面最有彈性的職業。
擅長持續型回復魔法，施放在隊友身上便能慢慢地持續回復隊友HP，此時還可搭配其他回復魔法，因此也是12個職業中，單位時間內回復能力最高的職業。
类型：
- 巫医（ウィッチドクター）：专精回复魔法。同时使用多种途径进行回复。
- 萨满（シャーマン）：专精攻击魔法。连续使用多种强力魔法瞬间消灭敌人。
- 吸魔者（アブソーバー）：肉搏型德鲁伊。召唤动物一同近战，使用脉动治疗持续回复，同时透过特殊武器一边攻击一边吸取MP回复。

神官
神官是日本伺服器獨有的職業，北美伺服器與中國伺服器相對的職業為靈媒師（メディウム）。
神官能裝備專屬的日式裝備，回復能力是治療系中最低的職業。
擅長傷害阻絕系的魔法，能在隊友身上設置可擋住一定量傷害的魔法障壁。以治療系中的定位，比起事後回復，更重於事前的預防。
类型：
- 祈祷师（祈祷师）：专精结界防御。负责後方支援、回复。
- 战巫女（戦巫女）：装备近战武器，配合魔法障壁进行一击离脱作战。
- 弓巫女（弓巫女）：装备和弓，在後方进行物理和魔法的攻击。

魔法攻擊系
妖術師
在12個職業中，是魔法攻擊輸出最高的職業。但防禦力太低，擁有一旦受到敵人攻擊就有可能在數秒內陣亡的缺點。
能使用多種屬性的對單體攻擊魔法與廣範圍攻擊魔法，是隊伍中的攻擊主力。
中國伺服器所設定的對應職業為道士（Daoshi）。
类型：
- 爆发手（ヌーカー）：人肉魔导炮台。大范围大输出。
- 格斗法师（コンバットメイジ）：无视防御力，在极近距离使用魔法。追求最大输出。

召喚術師
能使用魔力召喚已訂定契約的幻獸或精靈的魔法師。一位召喚術師最多能與12隻召喚生物訂立契約。
召喚術師本身戰鬥能力不高，但依召喚生物種類的不同，有攻擊型、回復型、支援型等等，應用的彈性很高，也能彌補召喚術師能力不足的缺點。
类型：
- 精灵术师（エレメンタラー）：召唤元素精灵。专精属性魔法攻击。
- 死灵术师（ネクロマンサー）：召唤不死系魔物。物攻、群攻、幻惑皆可。
- 人偶师（パペットマスター）：召唤人工魔法生命。耐久力优秀，可模拟肉盾。
- 幻兽使（ビーストテイマー）：召唤动物、幻兽。可骑乘作战。

賦予術師
在12個職業中，是MP最高的職業。但攻擊魔法的傷害相當低，以可習得的技能類型來說，完全是支援型的魔法師。
擅長提升我方隊伍成員戰鬥能力的魔法與限制敵人行動的各種控制魔法。由於直接戰鬥的能力過於低落，所以也是12個主職業中最沒人氣的職業。
类型：
- 附魔师（エンハンサー）：专精支援魔法，强化队友能力。
- 控场者（クラウドコントローラー）：专精干扰魔法，妨碍敌人行动。
- 魔术师（マナコントローラー）：专精MP回复和分配，增加队伍续战力，在小隊中基本無用，但在大規模的持續戰鬥中就變得非常重要。
- 弹幕师（スプリンクラー）：超乎設計者意料的攻击型赋予术师。透过强化咏唱速度，利用賦予術師高魔力的特質，不停发射低威力低消耗魔力弹，用弹数压制敌人。

#### 副職業
副職業的種類繁多，幾乎每次改版都會增加，且不同伺服器又有各自專屬的特殊副職業，所以總數難以估計，相較於只有十二種的主職業，副職業約超過五十種，依照特性的不同大致上可分3類。
生產系
可利用材料製造出其他道具，或是利用設備對道具進行加工或維修的副職業。
如：鐵匠、木匠、廚師、藥師、抄寫師、機工師等。
角色系
偏向角色扮演類別的副職業，無法生產出其他道具，而是依職業的類別而能得到各種不同的特殊技能。
如：狂戰士、劍鬥士、獵人、學者、會計、貿易商人、調教師、追蹤者、邊境巡邏員、見習徒弟等。
稱號系
得達成非常嚴苛的條件才能轉職，且可能有限定人數的傳說的副職業。
如：劍聖、屠龍者等。

### 地名、團體名

#### 弧狀列島大和（）
遊戲世界中模仿日本列島的島嶼地區，日本伺服器的管理區域。存在的國家勢力有五個，分別是「艾佐帝國」、「自由都市同盟伊斯塔爾」、「神聖皇國威斯特蘭迪」、「佛藍多公爵領」及「奈恩堤爾自治領」。
日本伺服器的玩家都市除秋葉原外還存在著四個，分別是澀谷、阪南、薄野及中洲。作為玩家的活動據點，各城市均有設立不同類型的建築物以提供不同的服務，例如負責進行公會設立，入會・退會的手續，公會大廳的租賃及銀行業務，上門送貨及公開市場服務的「公會會館」，禁止在城市內進行戰鬥行為的「衛兵系統」，將死亡的玩家復活的「大神殿」，及連結不同城市的「傳送門」。在「大災難」後，玩家能購買城市內的建築物，例如「公會會館」及「大神殿」。前述的各種服務除了特定的勢力外，均由大地人集團「供贄一族」負責管理。
放蕩者的茶會
放蕩者的茶會並非公會組織，而是以少人數成功挑戰幻境神話各大任務的傳說級玩家集團，成員共27人。
該組織活動期間約兩年。
大災難後，被困在大和的有城惠、直繼、喵太、宗次郎·勢田、薺、ＫＲ、一彥與茵緹克絲，共8人。
望郷派
又稱「奧德賽騎士團」是存在於圓桌會議及Plant Hwyaden中間的潛在勢力。希望能夠「重返現實世界」，但需要「足夠次數的死亡」，其方法十分極端。
自由都市同盟伊斯塔爾
由24位貴族領主所組成的同盟，盟主為柯文公爵家。管治範圍相當現實世界的東日本的一部分（岩手縣、宮城縣、秋田縣、山形縣、福島縣、茨城縣、櫪木縣、群馬縣、埼玉縣、千葉縣、東京都、神奈川縣）。
秋葉原
大和地區最大的玩家都市，所在位置相當於現實日本的秋葉原。大約有半數的日本玩家（約15,000人以上）停留於此地。「大災難」後因沒有管治機構而使秋葉原陷入無法無天的狀態，其後由公會代表組成的自治組織「圓桌會議」負責管理。位於「自由都市同盟伊斯塔爾」的統治範圍內。
圓桌會議
由「記錄的地平線」與「三日月同盟」在秋葉原所發起的自治組織，包含了十一個公會。
生產系公會聯絡會
圓桌會議的附屬機構。
澀谷
距離秋葉原相當近的都市。本來在遊戲時代因太多玩家集中在秋葉原而作為追加都市以舒緩秋葉原的壓力，但在「大災害」後很多玩家都移去秋葉原，現時則作為秋葉原的郊區別墅地。在其系統只有大神殿，但沒有銀行。另外在城市中還存在著「妖精之輪」。
恆冰之古宮廷
由已經滅亡的「古代艾祖族」所建，位置相當於現實世界的東京都南部（港區）・濱離宮。由「自由都市同盟」共同管理，每年會舉行一至兩次的領主會議。
舞濱之都
「自由都市同盟」盟主之柯文公爵家所管理的區域，位置相當於現實世界的千葉縣・浦安市。而柯文公爵家所居住的地方為「灰姬城」，外貌類似童話式城堡。
艾佐帝國
管治範圍相當現實世界的東日本的一部分（北海道・青森縣）。北方的軍事帝國，常與北方的巨人族進行戰鬥。
薄野
位於「艾佐帝國」的統治範圍內的玩家都市，所在位置相當於現實日本的北海道札幌市。「大災害」後只有大約2,000名玩家停留，原本是一些恶质玩家被驱逐后的集聚地而治安相当恶劣，甚至发生大地人被冒险者欺凌和奴役的情况。「圓桌會議」成立後，在會議中表明拒絕參加的公會「銀劍」遠征薄野並在遠征結束後根據地轉至該地，因此薄野的治安慢慢得到改善。
神聖皇國威斯特蘭迪
管治範圍相當現實世界的西日本的一部分（新潟縣、富山縣、石川縣、福井縣、山梨縣、長野縣、岐阜縣、靜岡縣、愛知縣、京都府、大阪府、兵庫縣、滋賀縣、奈良縣、和歌山縣、三重縣、鳥取縣、島根縣、岡山縣、廣島縣）。
阪南
位於「神聖皇國威斯特蘭迪」的統治範圍內的玩家都市，所在位置相當於現實日本的大阪府大阪市。由單一公會「Plant hwyaden」所統一。
Plant Hwyaden
設立於西部玩家都市「阪南」的統一公會，公會長為濡羽，通过手段控制了阪南的大地人统治体系并收编了所有冒险者公会，实现了对阪南地区的独裁性质管治。
十席會議
阪南的實質統治組織，為十位席將組成，成員包含〈冒險者〉與〈大地人〉。
席將以「Plant Hwyaden」執行部的皇劍軍派為中心，另有率領齋宮家的神宮派與率領執政公爵家的元老院派的代表參加。
第一席 濡羽（濡羽（ぬれは））
第二席 茵緹克絲（インティクス）
第三席 傑魯迪斯（ゼルデュス）
第四席 翠葉·圖魯德（ミズファ＝トゥルーデ）
第五席 納卡爾納德（ナカルナード）
第六席 庫昂（クオン）
第七席 一彥（カズ彦）
第八席 傑雷德·耿恩（ジェレド＝ガン）
第九席 洛雷爾·鐸恩（ロレイル＝ドーン）
第十席 ＫＲ（ＫＲ（ケイアール））
佛藍多公爵領
管治範圍相當現實世界的四國（德島縣、香川縣、愛媛縣、高知縣）。300年前因亞人種發生的騷亂而使公爵家被滅。
奈恩堤爾自治領
管治範圍相當現實世界的九州（福岡縣、佐賀縣、長崎縣、熊本縣、大分縣、宮崎縣、鹿兒島縣、沖繩縣）＋山口縣。
中洲
位於「奈恩堤爾自治領」的統治範圍內的玩家都市，所在位置相當於現實日本的福岡。

#### 歐雷德大陸（）
相當現實的歐亞大陸。
西歐伺服器
存在著被稱為七女王国、加利安武国、羅馬尼斯的都市国家。
花卉大道
相當於現實世界中的巴黎。
七山
模擬現實世界中羅馬的玩家都市。西歐伺服器恢復秩序的起點，冒險者數達五萬人。
北歐伺服器
倫迪尼烏姆
模擬現實世界中倫敦的玩家都市。相當於現實世界中英國的地域被稱為「阿爾斯特騎士劍同盟」。
中國伺服器
奧路索伊
位置相當於現實世界中的哈薩克斯坦。已經成為廢墟的城市，一旦踏入此地就會被登陸到廢墟的大神殿。
典災
《海外篇・龍吼山脈》登場。擁有與人類相似外貌的怪物群體，知道「《幻境神話》是遊戲」一事。
西馬耐歸
作為商人中繼地而繁榮起來的草原都市。有神殿，但神殿內沒有銀行。
大都
模擬現實世界中上海的玩家都市。起始城市。
燕都
模擬現實世界中北京的玩家都市。起始城市。
福爾摩薩島
相當於現實世界中的台灣。由中國伺服器管理，初期為新手區域不可渡航進入。後來因為渡航希望者眾多，以加入海峽怪物為條件使渡航成為可能。
與九州有著差不多的面積，有起始城市、都市機能和副本。

#### 威恩大地（）
遊戲世界中模仿北美大陸的地區，北美伺服器的管理區域。
Big Apple
模擬現實世界的紐約市的玩家都市。「大災難」後因發生「6.01糧食暴動」而變成一個充滿殺戮的都市。
South Angel
模擬現實世界的洛杉磯的玩家都市。

#### 其他
全界十三騎士團
「幻境神話」全世界十三個伺服器中，各有一支全由「古代種」所組成的騎士團，合共十三支騎士團，在遊戲時代為NPC的英雄集團。
是分別在「幻境神話」全世界十三個伺服器中守護著「大地人」的組織。
如：日本伺服器的「出雲騎士團」、北歐伺服器的「赤枝騎士團」、中國伺服器的「翡翠騎士團」、北美伺服器的「威恩大地的守護者」。
「全界十三騎士團」所有成員皆為「古代種」，他們並非守護特定的「大地人」，因此不會插手「大地人」彼此間的鬥爭，而是守護「大地人」全種族不受惡的亞人種侵擾。
在「大災難」後遭到典災襲擊，被強制轉移至異空間的戰場，更因死之言語而絕望，陷入不醒的長眠。

### 公會
記錄的地平線
只有不到10名成員的小型公會。雖然在「大災難」後成立，但身為會長的城惠卻是〈圓桌會議〉的發起人，在秋葉原佔了一個相當重要的位置。
據點是一幢位於秋葉原近郊、被巨大老樹貫穿的六層高大樓。
三日月同盟
大約有20～30名成員的中小型公會。以派遣治療系職業、小規模的道具生產和支援新手為主要活動。在「大災難」時，只有19名成員登入遊戲。會長是瑪莉艾兒。在摧毀「哈梅倫」公會時拯救並接受了19名新手的加入。
到達90級的有5人，分別是身為會長的瑪莉艾兒、會計的荷麗艾塔、戰鬥班的小龍·飛燕以及環境班的明日香。
黑劍騎士團
秋葉原5大戰鬥公會之一。
公會會員少，人數約190人，奉行精英主義，在日本伺服器的大規模戰鬥中經常出現在最前線的戰鬥系公會。會長是艾札克，擔任總團長。
入會條件為85級以上。由於「不需要累贅!」的方針，因此公會內的男性比率較高。在「大災難」後，為數不多的女性會員脱離公會。
D.D.D
秋葉原5大戰鬥公會之一。
總數超過1500人、日本伺服器最大的戰鬥系公會。會長是克拉斯提。
從幻境神話時代就以攻略大型副本的交流協助為基礎而成立，因此特徵在於公會成員多，提供給攻略大型副本的初學者的教戰守則亦十分豐富。
公會組織傾向於自律型。24人的中隊會由一名中隊長率領，五支中隊組成的大隊會由大隊長率領，而往上還有統領四支大隊的師團將軍。師團分為第零、第一、第二及第三副本師團，除了第零副本師團由副總長統率外，其餘師團由高山三佐統率。組織設計成即使會長不在，各師團亦能獨自行動。
但由于克拉斯提的失踪，剩余的管理人员还是无法维持D.D.D如此庞大的公会，最终D.D.D解散并改组为3D Hub，原公会结构分散成多个小型公会，以3D Hub作为中心公会形成一个公会群。
銀劍
秋葉原5大戰鬥公會之一。
會長是威廉·麻薩諸塞。主要的活動為大規模戰鬥。在「圓桌會議」中表明不參加。之后前往和驻点于薄野并平息了当地的混乱情况。之后在秋叶原统治机构决定投票之前，由于城惠与堇星、李·耿恩合作重新打开了秋叶原的传送门，将银剑召回秋叶原。
誠信
秋葉原5大戰鬥公會之一。
會長是亞因斯。在圆桌会议建立初期吸收了大量不能融入新环境转变的玩家，同时被圆桌会议委任进行随机传送门“精灵环”的运行模式调查，但成效不佳而被秋叶原的其他玩家嗤之以鼻。亞因斯曾通过向神圣皇国威斯特兰迪获得秋叶原公爵职位和组建“秋叶原统治府”来重新构建秋叶原的新统治机构，但最终城惠争取到更多人们的支持，亞因斯出走南都，公会出于解散状态。
西風旅團
秋葉原5大戰鬥公會之一。在〈放蕩者的茶會〉解散後成立。
對外宣稱有120名成員（實際60名）的新興團體並活躍在一線的戰鬥公會。會長是宗次郎·勢田。公會成員大多數是女性。
SFC（宗帥粉絲俱樂部）
存在於秋葉原的組織。非官方組織，但連〈大地人〉也有很多人加入，會員據說有3位數。
海洋機構
秋葉原3大生產公會之一。
人數約2500人的大型公會。公會長是道隆，擔任總長。
洛德立克商會
秋葉原3大生產公會之一。
人數約1800人的大型公會。公會長是洛德立克。
第八商店街
秋葉原3大生產公會之一。
人數約700人的大型公會。公會長是卡拉辛，人稱少東。
古蘭迪爾
中小型公會。在大災難後試圖聯合中小公會，但失敗收場。
RADIO市場
中小型公會。在大災難後試圖聯合中小公會，但失敗收場。
布里甘提亞
薄野的公會，公會長是迪米誇斯，由被秋葉原或者阪南所排擠的惡質玩家所組成。在遊戲時代時已風評不佳，在大災難後成為強盜集團。
随后被前来的银剑平定并收编。
哈美倫
秋葉原的公會。在大災難後宣稱要拯救初學者，但實際上是軟禁著新手們（共35名），並而從中收集的〈EXP靈水〉賣給「衝91等级的大型戰鬥公會」以此獲利。在「圆桌会议」成立期间，被城惠等人利用对公会大楼的所有权控制解救了所有新手玩家并禁止公会成员进入从公会室进入大楼，最后公会自行瓦解。
天目
中小型生產系公會，公會長是多多良，成員幾乎都是高等級〈鐵匠〉。店鋪位於生產公會街深處廢棄大樓一角。專門生產刀系道具，在大災難後挑戰「製作真正的刀」。

## 漫畫版
記錄的地平線
於ENTERBRAIN的免費網路漫畫網站「ファミ通コミッククリア」上，由2012年5月18日開始連載，每個月第三個禮拜五更新。
漫畫作者原和弘，監修為桝田省治。
記錄的地平線 外傳 Honey Moon Logs
於ASCII Media Works的「月刊Comic電擊大王」上，由2012年3月號連載至2014年8月號，漫畫單行本共4集。
漫畫作者為松モトヤ，角色外型設定為原和弘。
以瑪莉艾兒與荷麗艾塔為主角，從「三日月同盟」的視點出發所描寫的外傳作品。
記錄的地平線 ～西風旅團～
以電子書形式，於數位漫畫雜誌「エイジプレミアム」上，由2012年8月號開始連載。
漫畫作者為こゆき，角色外型設定為原和弘。
以宗次郎·勢田為主角，由西風旅團的觀點來訴說〈大災難〉後所發生的故事。
記錄的地平線 外傳 -喵太班長・幸福的食譜-
原於ENTERBRAIN的免費網路漫畫網站「エアレイド」上，由2012年12月21日開始連載，現已遷至另一網路漫畫網站「B's-LOG COMIC」上。
漫畫作者為草中，角色外型設定為原和弘。
以喵太為主角，訴說著藉由料理，為週遭的人們帶來幸福的故事。

## 出版書籍

### 輕小說
- 橙乃真希『記錄的地平線』

日文版由enterbrain發行；繁體中文版由台灣角川代理；簡體中文版由天聞角川代理發行，前5卷經湖南美術出版社出版，第6卷由崇文書局出版。
| 卷數 | 日文標題 | 中文標題          | enterbrain     | enterbrain                                    | 台灣角川                    | 台灣角川                                  | 天闻角川      | 天闻角川               |
| 卷數 | 日文標題 | 中文標題          | 發售日期       | ISBN                                          | 發售日期                    | ISBN                                      | 發售日期      | ISBN                   |
| ---- | -------- | ----------------- | -------------- | --------------------------------------------- | --------------------------- | ----------------------------------------- | ------------- | ---------------------- |
| 1    |          | 異世界的開端      | 2011年3月31日  | ISBN 978-4-04-727145-6                        | 2012年6月7日                | ISBN 978-986-287-710-4                    | 2013年8月20日 | ISBN 978-7-5356-6430-3 |
| 2    |          | 圓桌會議的騎士們  | 2011年5月30日  | ISBN 978-4-04-727298-9                        | 2012年9月14日               | ISBN 978-986-287-924-5                    | 2013年10月5日 | ISBN 978-7-5356-6537-9 |
| 3    |          | 遊戲的終結【上】  | 2011年8月31日  | ISBN 978-4-04-727413-6                        | 2013年2月14日               | ISBN 978-986-325-138-5                    | 2013年11月5日 | ISBN 978-7-5356-6613-0 |
| 4    |          | 遊戲的終結【下】  | 2011年9月30日  | ISBN 978-4-04-727543-0                        | 2013年4月24日               | ISBN 978-986-325-308-2                    | 2013年12月5日 | ISBN 978-7-5356-6669-7 |
| 5    |          | 秋葉原的星期日    | 2011年11月30日 | ISBN 978-4-04-727669-7                        | 2013年8月9日                | ISBN 978-986-325-494-2                    | 2014年1月20日 | ISBN 978-7-5356-6723-6 |
| 6    |          | 拂曉的迷途者      | 2013年3月30日  | ISBN 978-4-04-728235-3                        | 2014年1月9日                | ISBN 978-986-325-696-0                    | 2014年7月15日 | ISBN 978-7-5403-3406-2 |
| 7    |          | 供贄的黃金        | 2013年12月20日 | ISBN 978-4-04-729175-1 ISBN 978-4-04-729176-8 | 2014年7月26日               | ISBN 978-986-366-036-1                    | 2014年10月5日 | ISBN 978-7-5403-3607-3 |
| 8    |          | 雲雀們的展翅      | 2014年9月29日  | ISBN 978-4-04-729926-9 ISBN 978-4-04-729927-6 | 2015年2月10日 2015年2月26日 | EAN 47151091264719 ISBN 978-986-366-310-2 | 2015年11月1日 | ISBN 978-7-5490-0940-4 |
| 9    |          | 加奈美，GO! EAST! | 2015年3月27日  | ISBN 978-4-04-730190-0                        | 2015年11月20日              | ISBN 978-986-366-755-1                    | 2016年3月1日  | ISBN 978-7-5490-1041-7 |
| 10   |          | 開拓智域          | 2015年9月30日  | ISBN 978-4-04-730674-5                        | 2016年9月22日               | ISBN 978-986-473-295-1                    | 2016年12月1日 | ISBN 978-7-5442-8648-0 |
| 11   |          | 克拉斯提的仙君行  | 2018年3月20日  | ISBN 978-4-04-727230-9                        | 2019年6月11日               | ISBN 978-957-564-982-1                    |               |                        |

### 漫畫
- 『記錄的地平線』

原作：橙乃真希／作畫：原和弘／監修：桝田省治
在第10话宣布休刊。
| 卷數 | enterbrain    | enterbrain             | 台灣角川      | 台灣角川               |
| 卷數 | 發售日期      | ISBN                   | 發售日期      | ISBN                   |
| ---- | ------------- | ---------------------- | ------------- | ---------------------- |
| 1    | 2013年2月15日 | ISBN 978-4-04-728718-1 | 2014年4月29日 | ISBN 978-986-325-924-4 |

- 『記錄的地平線 外傳 Honey Moon Logs』，全4冊

原作：橙乃真希／作畫：／角色原案：原和弘
| 卷數 | ASCII Media Works | ASCII Media Works      | 台灣角川      | 台灣角川               |
| 卷數 | 發售日期          | ISBN                   | 發售日期      | ISBN                   |
| ---- | ----------------- | ---------------------- | ------------- | ---------------------- |
| 1    | 2013年2月27日     | ISBN 978-4-04-891353-9 | 2014年3月12日 | ISBN 978-986-325-812-4 |
| 2    | 2013年2月27日     | ISBN 978-4-04-891354-6 | 2014年8月14日 | ISBN 978-986-366-104-7 |
| 3    | 2013年9月27日     | ISBN 978-4-04-891938-8 | 2015年2月28日 | ISBN 978-986-366-335-5 |
| 4    | 2014年8月27日     | ISBN 978-4-04-866701-2 | 2015年9月18日 | ISBN 978-986-366-732-2 |

- 『記錄的地平線 ～西風旅團～』

原作：橙乃真希／作畫：／角色原案：原和弘
| 卷數 | 富士見書房    | 富士見書房             | 台灣角川       | 台灣角川               |
| 卷數 | 發售日期      | ISBN                   | 發售日期       | ISBN                   |
| ---- | ------------- | ---------------------- | -------------- | ---------------------- |
| 1    | 2013年2月8日  | ISBN 978-4-04-712853-8 | 2013年12月18日 | ISBN 978-986-325-749-3 |
| 2    | 2013年9月9日  | ISBN 978-4-04-712896-5 | 2014年4月9日   | ISBN 978-986-325-917-6 |
| 3    | 2014年3月8日  | ISBN 978-4-04-070049-6 | 2014年10月4日  | ISBN 978-986-366-198-6 |
| 4    | 2014年10月9日 | ISBN 978-4-04-070354-1 | 2015年4月16日  | ISBN 978-9-86-366454-3 |
| 5    | 2015年3月9日  | ISBN 978-4-04-070507-1 | 2015年10月7日  | ISBN 978-986-366-770-4 |
| 6    | 2015年10月9日 | ISBN 978-4-04-070723-5 | 2016年5月19日  | ISBN 978-986-473-080-3 |
| 7    | 2016年4月9日  | ISBN 978-4-04-070859-1 | 2017年3月13日  | ISBN 978-986-473-575-4 |
| 8    | 2016年10月8日 | ISBN 978-4-04-072054-8 | 2017年10月11日 | ISBN 978-986-473-913-4 |
| 9    | 2017年5月9日  | ISBN 978-4-04-072283-2 | 2019年2月20日  | ISBN 978-957-564-758-2 |
| 10   | 2017年11月9日 | ISBN 978-4-04-072495-9 | 2019年2月20日  | ISBN 978-957-564-759-9 |
| 11   | 2018年5月9日  | ISBN 978-4-04-072705-9 | 2019年2月20日  | ISBN 978-957-564-760-5 |

- 『記錄的地平線 喵太班長的幸福食譜』

原作：橙乃真希／作畫：草中／角色原案：原和弘
| 卷數 | enterbrain    | enterbrain             | 台灣角川       | 台灣角川               |
| 卷數 | 發售日期      | ISBN                   | 發售日期       | ISBN                   |
| ---- | ------------- | ---------------------- | -------------- | ---------------------- |
| 1    | 2013年8月31日 | ISBN 978-4-04-729072-3 | 2015年5月14日  | ISBN 978-9-86-366522-9 |
| 2    | 2014年9月1日  | ISBN 978-4-04-729894-1 | 2015年12月12日 | ISBN 978-9-86-366866-4 |
| 3    | 2015年8月1日  | ISBN 978-4-04-730600-4 | 2016年4月13日  | ISBN 978-986-473-052-0 |
| 4    | 2016年7月1日  | ISBN 978-4-04-734165-4 | 2017年10月11日 | ISBN 978-986-473-912-7 |
| 5    | 2017年6月2日  | ISBN 978-4-04-734641-3 | 2019年3月13日  | ISBN 978-957-564-785-8 |
| 6    | 2018年3月31日 | ISBN 978-4-04-735060-1 | 2019年3月13日  | ISBN 978-957-564-786-5 |

### 其他
- 『記錄的地平線TRPG規則書（ログ･ホライズンTRPGルールブック）』

作者：橙乃真希、絹野帽子、七面體工房
| 冊數 | 標題                       | enterbrain    | enterbrain             |
| 冊數 | 標題                       | 發售日期      | ISBN                   |
| ---- | -------------------------- | ------------- | ---------------------- |
| 1    | （你也能成為〈冒險者〉！） | 2014年4月21日 | ISBN 978-4-04-729359-5 |

- 『記錄的地平線TRPG 跑團記錄（ログ・ホライズンTRPG リプレイ）』

作者：橙乃真希、七面體工房
| 冊數 | 標題                            | enterbrain    | enterbrain             |
| 冊數 | 標題                            | 發售日期      | ISBN                   |
| ---- | ------------------------------- | ------------- | ---------------------- |
| 1    | （宵闇之姬與冒險者）            | 2014年3月31日 | ISBN 978-4-04-729360-1 |
| 2    | （盛宴廚房與病之典災）          | 2014年9月29日 | ISBN 978-4-04-729929-0 |
| 3    | （山羊史萊姆戰車與無盡之旅 上） | 2015年3月30日 | ISBN 978-4-04-730267-9 |
| 4    | （山羊史萊姆戰車與無盡之旅 下） | 2015年4月30日 | ISBN 978-4-04-730425-3 |

- 『記錄的地平線 完全設定資料集（ログ・ホライズン完全設定資料集）』

| 冊數 | enterbrain    | enterbrain             |
| 冊數 | 發售日期      | ISBN                   |
| ---- | ------------- | ---------------------- |
| 1    | 2014年4月21日 | ISBN 978-4-04-729489-9 |
| 2    | 2015年4月30日 | ISBN 978-4-04-730426-0 |

- 『記錄的地平線外傳 櫛八玉，奮鬥！（ログ・ホライズン 外伝 櫛八玉、がんばる!）』

著作：山本ヤマネ、監修：橙乃ままれ、插圖：平沢下戸
| 冊數 | enterbrain    | enterbrain             | 台灣角川      | 台灣角川               |
| 冊數 | 發售日期      | ISBN                   | 發售日期      | ISBN                   |
| ---- | ------------- | ---------------------- | ------------- | ---------------------- |
| 1    | 2015年9月30日 | ISBN 978-4-04-730659-2 | 2016年5月23日 | ISBN 978-986-473-105-3 |

## 電視動畫
第一期于2013年10月5日在NHK教育頻道播出，全25話。在第一期结束时，同时宣布第二期于2014年10月播出。
2020年1月22日宣布第三期於同年秋季播放，后因2019冠状病毒病疫情影响，延后至2021年1月播放。

### 製作人員
|            | 第1期              | 第2期              | 第3期             |
| ---------- | ------------------ | ------------------ | ----------------- |
| 原作       | 橙乃真希           | 橙乃真希           | 橙乃真希          |
| 劇情監修   | 桝田省治           | 桝田省治           | 桝田省治          |
| 人物原案   | 原和弘             | 原和弘             | 原和弘            |
| 導演       | 石平信司           | 石平信司           | 石平信司          |
| 系列構成   | 根元歲三           | 根元歲三           | 根元歲三          |
| 人物設定   | 伊藤真理子         | 熊谷哲矢           | 小坂知            |
| 美術監督   | 野村裕樹           | 三宅昌和           | 三宅昌和          |
| 色彩設計   | 村上智美           | 桂木今里           | 桂木今里          |
| 攝影監督   | 山根裕二郎         | 近藤慎與           | 小勝智裕          |
| 音響監督   | 秦昌二             | 秦昌二             | 秦昌二            |
| 音樂       | 高梨康治           | 高梨康治           | 高梨康治          |
| 動畫製作人 | 金子文雄 宮本秀晃  | 和田薰             | 浦崎宣光          |
| 製作人     | 苗代憲一郎         | 苗代憲一郎         | 苗代憲一郎 劉俊文 |
| 製作統整   | 柏木敦子、柴田裕司 | 柏木敦子、柴田裕司 |                   |
| 動畫製作   | SATELIGHT          | STUDIO DEEN        | STUDIO DEEN       |
| 製作       | NHK事業            | NHK事業            | NHK事業           |
| 版權著作   | NHK                | NHK                | NHK               |

### 主題曲
片頭曲
「database feat. TAKUMA(10-FEET)」 （第1、2期）
作詞：Kamikaze Boy、Jean-Ken Johnny、TAKUMA，作曲、編曲：Kamikaze Boy，主唱：MAN WITH A MISSION
「Different」（第3期）
作詞：Miku Kobato，作曲、編曲、主唱：BAND-MAID
片尾曲
「Your song*」（第1期）
作曲：田中隼人，編曲：Floor on the Intelligence，作詞、主唱：Yun*chi
「Wonderful Wonder World*」（第2期）
作詞：Yun*chi、田中秀典，作曲、編曲：飛内將大，主唱：Yun*chi
（第3期）
作詞：yuma、大城美友，作曲：大城美友，編曲：KASUMI,SOU by COZMIC CODE，主唱：大城美友
插入曲
「Your song*」（第2期第15、18話）
作詞：Yun*chi，作曲：田中隼人，編曲：Floor on the Intelligence，主唱：五十鈴（松井惠理子）
「Wonderful Wonder World*」（第2期第16、19話）
作詞：Yun*chi、田中秀典，作曲、編曲：飛内將大，主唱：五十鈴（松井惠理子）
（第2期第20、21話）
作詞：橙乃真希，作曲：高梨康治，主唱：五十鈴（松井惠理子）

### 各話標題
| 話數                            | 日文標題 | 中文標題             | 香港標題           | 劇本       | 分鏡              | 演出              | 作畫監督                                                     | 總作畫監督        | 改編原作小說                       | 播放日期       |
| 第一期                          | 第一期   | 第一期               | 第一期             | 第一期     | 第一期            | 第一期            | 第一期                                                       | 第一期            | 第一期                             | 第一期         |
| ------------------------------- | -------- | -------------------- | ------------------ | ---------- | ----------------- | ----------------- | ------------------------------------------------------------ | ----------------- | ---------------------------------- | -------------- |
| 第1話                           |          | 大災難               | 大災難             | 根元歲三   | 石平信司          | 和田純一          | 小山知洋 丸山修二                                            | 伊藤真理子 川島尚 | 第1卷                              | 2013年 10月5日 |
| 第2話                           |          | 洛卡會戰             | 洛卡遭遇戰         | 根元歲三   | 石平信司          | 石山貴明          | 飯塚正則                                                     | 小倉典子          | 第1卷                              | 10月12日       |
| 第3話                           |          | 帕魯姆隧道           | 在帕爾姆的深處     | 根元歲三   | 石平信司          | 齋藤德明          | 竹森由加 小山知洋                                            | 川島尚            | 第1卷                              | 10月19日       |
| 第4話                           |          | 逃離                 | 逃脫               | 根元歲三   | 石平信司          | 布施木一喜        | 沼津雅人                                                     | 小倉典子          | 第1卷                              | 10月26日       |
| 第5話                           |          | 回到秋葉原           | 回歸秋葉           | 入江信吾   | 石平信司          | 飛田剛            | 相澤茉莉 菊田史子                                            | 川島尚            | 第2卷                              | 11月2日        |
| 第6話                           |          | 決心                 | 決心               | 大西信介   | 石平信司          | 安藤貴史          | 小澤圓 草刈大介                                              | 小倉典子          | 第2卷                              | 11月9日        |
| 第7話                           |          | 新月                 | 新月               | 入江信吾   | 石平信司          | 石山貴明 福島宏之 | 小山知洋                                                     | 小倉典子 川島尚   | 第2卷                              | 11月16日       |
| 第8話                           |          | 腹黑眼鏡             | 腹黑眼鏡           | 大西信介   | 石平信司          | 矢野孝典          | 藤原利惠                                                     | 小倉典子          | 第2卷                              | 11月23日       |
| 第9話                           |          | 圓桌會議             | 圓桌會議           | 根元歲三   | 石平信司          | 秦義人            | 島田英明                                                     | 川島尚            | 第2卷                              | 11月30日       |
| 第10話                          |          | 掌握未來             | 用這雙手捉緊未來   | 根元歲三   | 齋藤德明          | 齋藤德明          | 竹森由加 本多惠美                                            | 川島尚            | 第2卷                              | 12月7日        |
| 第11話                          |          | 來自伊斯塔爾的邀請函 | 來自伊斯坦的邀請信 | 根元歲三   | 石平信司          | 布施木一喜        | 沼津雅人                                                     | 小倉典子          | 第3卷                              | 12月14日       |
| 第12話                          |          | 拉格蘭達森林         | 拉格蘭特之森       | 入江信吾   | 和田純一          | 和田純一          | 丸山修二 小山知洋                                            | 川島尚            | 第3卷                              | 12月21日       |
| 第13話                          |          | 盾牌與自由           | 盾與自由           | 伊藤美智子 | 飛田剛            | 飛田剛            | 相澤茉莉 菊田史子                                            | 小倉典子          | 第3卷                              | 12月28日       |
| 第14話                          |          | 森羅變化             | 森羅變化           | 根元歲三   | 石平信司          | 安藤貴史          | 小澤圓 窪敏                                                  | 小倉典子          | 第3卷                              | 2014年 1月4日  |
| 第15話                          |          | 襲擊                 | 襲擊               | 大西信介   | 福島宏之          | 川久保圭史        | 鎌田祐輔                                                     | 川島尚            | 第3卷                              | 1月11日        |
| 第16話                          |          | 地精王的歸還         | 哥布林王回歸       | 入江信吾   | 石山貴明          | 前島健一          | 鈴木伸一 清水惠藏                                            | 小倉典子          | 第4卷                              | 1月18日        |
| 第17話                          |          | 怠惰又膽小的公主     | 既懶惰又懦弱的公主 | 大西信介   | 和田純一          | 矢野孝典          | 藤田正幸 藤原利惠                                            | 川島尚            | 第4卷                              | 1月25日        |
| 第18話                          |          | 遠征軍               | 遠征軍             | 伊藤美智子 | 石平信司          | 秦義人            | 福島豐明                                                     | 小倉典子          | 第4卷                              | 2月1日         |
| 第19話                          |          | 追隨他的背影         | 追趕那道背影       | 根元歲三   | 和田純一          | 和田純一          | 丸山修二 小山知洋                                            | 川島尚            | 第4卷                              | 2月8日         |
| 第20話                          |          | 契約                 | 契約               | 根元歲三   | 齋藤德明          | 齋藤德明          | 竹森由加 小澤圓                                              | 小倉典子          | 第4卷                              | 2月15日        |
| 第21話                          |          | 兩人所舞的圓舞曲     | 共舞華爾滋         | 根元歲三   | 石平信司          | 布施木一喜        | 藤田正幸 沼津雅人                                            | 川島尚            | 第4卷                              | 2月22日        |
| 第22話                          |          | 燕與雛椋             | 燕子與雛椋         | 伊藤美智子 | 石平信司          | 飛田剛            | 菊田史子 相澤茉莉                                            | 小倉典子          | 第5卷                              | 3月1日         |
| 第23話                          |          | 魔法師的徒弟         | 魔法師的弟子       | 入江信吾   | 石平信司          | 岩本保雄          | 空流邊廣子 武本大介                                          | 川島尚            | 第5卷                              | 3月8日         |
| 第24話                          |          | 混亂                 | 混亂               | 大西信介   | 石平信司          | 前島健一          | 鈴木伸一 林正德                                              | 小倉典子          | 第5卷                              | 3月15日        |
| 第25話                          |          | 天秤祭               | 天秤祭             | 根元歲三   | 石平信司          | 和田純一          | 小澤圓、 丸山修二                                            | 伊藤真理子 川島尚 | 第5卷                              | 3月22日        |
| 第二期                          |          |                      |                    |            |                   |                   |                                                              |                   |                                    |                |
| 第1話                           |          | 北國的城惠           | 北方的城惠         | 根元歲三   | 石平信司          | 渡部穩寬          | 青野厚司 伊藤智子                                            | 平川亞喜雄        | 第6卷 第7卷                        | 2014年 10月4日 |
| 第2話                           |          | 無法無天者與秘銀之眼 | 無法者與秘銀之眼   | 入江信吾   | 望月智充 石平信司 | 吉田俊司          | 原田幸之 河南正昭                                            | 實原登            | 第6卷 第7卷                        | 10月11日       |
| 第3話                           |          | 奈落的參道           | 奈落參道           | 根元歲三   | 石平信司          | 松本佳久          | 堀井伸雄 菊田史子                                            | 平川亞喜雄        | 第6卷 第7卷                        | 10月18日       |
| 第4話                           |          | 破裂之翼             | 被撕裂的翅膀       | 伊藤美智子 | 渡部穩寬          | 津田義三          | 服部憲知、內原茂 和田賢人                                    | 實原登            | 第6卷 第7卷                        | 10月25日       |
| 第5話                           |          | 平安夜               | 平安夜             | 大西信介   | 石平信司          | 渡邊正彥          | 松下郁子、龜谷響子 赤澤惠理                                  | 平川亞喜雄        | 第6卷 第7卷                        | 11月1日        |
| 第6話                           |          | 破曉的迷途者         | 破曉的迷途羔羊     | 大西信介   | 上田順平          | 渡部穩寬          | 青野厚司、堀井伸雄                                           | 實原登            | 第6卷 第7卷                        | 11月8日        |
| 第7話                           |          | 水楓少女們           | 水楓少女           | 伊藤美智子 | 山崎理            | 池田智美          | 竹本佳子、星野玲香 岡戶智凱                                  | 平川亞喜雄        | 第6卷 第7卷                        | 11月15日       |
| 第8話                           |          | 秋葉原副本           | 秋葉副本           | 入江信吾   | 石平信司          | 吉田俊司          | 門智昭、原田幸枝 手島典子                                    | 實原登            | 第6卷 第7卷                        | 11月22日       |
| 第9話                           |          | 逐漸改變的戰場       | 逐漸變化的戰場     | 根元歲三   | 石平信司          | 松本佳久          | 龜谷響子、藤田正幸 菊田史子                                  | 平川亞喜雄        | 第6卷 第7卷                        | 11月29日       |
| 第10話                          |          | 公會長               | 公會會長           | 根元歲三   | 齋藤德明          | 齋藤德明          | 松下郁子、堀井伸雄                                           | 實原登            | 第6卷 第7卷                        | 12月6日        |
| 第11話                          |          | 再試一次             | 再戰               | 根元歲三   | 石平信司          | 渡邊正彥          | 青野厚司、岡戶智凱 神谷美也子                                | 平川亞喜雄        | 第6卷 第7卷                        | 12月13日       |
| 第12話                          |          | 供贄的黃金           | 供贄的黃金         | 根元歲三   | 齋藤哲人          |                   | 福田紀之、岡戶智凱                                           | 實原登            | 第6卷 第7卷                        | 12月20日       |
| 第13話                          |          | 2/14 甜蜜陷阱        | 二月十四，甜美陷阱 | 入江信吾   | 渡部穩寬          | 渡部穩寬          | 藤田正幸、 高橋沙妃                                          | 平川亞喜雄        | 喵太班長的幸福食譜 4-5話 部分第7卷 | 12月27日       |
| 第14話                          |          | 加奈美 GO! EAST!     | 加奈美東遊記       | 根元歲三   | 石平信司          | 吉田俊司          | 赤澤惠理、門智昭 岡戶智凱                                    | 實原登            | 第9卷                              | 2015年 1月10日 |
| 第15話                          |          | 啟程                 | 新旅程             | 大西信介   | 齋藤哲人          | 松本佳久          | 龜谷響子、堀井伸雄 岡戶智凱                                  | 平川亞喜雄        | 第8卷                              | 1月17日        |
| 第16話                          |          | 白晝的吸血鬼         | 白晝的吸血鬼       | 伊藤美智子 | 齋藤德明 渡部穩寬 | 飛田剛            | 上野卓志、市川敬三 相澤茉莉                                  | 實原登            | 第8卷                              | 1月24日        |
| 第17話                          |          | 奧德賽騎士團         | 奧德賽騎士團       | 伊藤美智子 | 石平信司          | 渡邊正彥          | 宇佐美皓一、沈霏 岡戶智凱                                    | 平川亞喜雄        | 第8卷                              | 1月31日        |
| 第18話                          |          | 演唱會結束的話       | 假如沒有演唱       | 入江信吾   | 福田道生          | 吉田俊司          | 青野厚司、 岡戶智凱                                          | 實原登            | 第8卷                              | 2月7日         |
| 第19話                          |          | 赤紅之夜             | 紅夜               | 根元歲三   | 石平信司          | 松本佳久          | 青野厚司、門智昭 藤田正幸                                    | 平川亞喜雄        | 第8卷                              | 2月14日        |
| 第20話                          |          | 生日歌               | 生日歌             | 大西信介   | 渡部穩寬          | 渡部穩寬          | 赤澤惠理、中山由美 龜谷響子                                  | 實原登 福田紀之   | 第8卷                              | 2月21日        |
| 第21話                          |          | 雲雀們的展翅         | 雲雀們的振翅       | 大西信介   | 齋藤哲人          | 渡邊正彥          | 手島典子、堀井伸雄 權容祥                                    | 平川亞喜雄        | 第8卷                              | 2月28日        |
| 第22話                          |          | 異鄉人               | 來自異世界的人     | 根元歲三   | 石平信司          | 飛田剛            | 松井誠、服部憲知 青木真理子                                  | 實原登            | 第10卷                             | 3月7日         |
| 第23話                          |          | 艾札克與伊瑟魯斯     | 艾札克與伊瑟斯       | 伊藤美智子 | 渡部穩寬          | 吉田俊司          | 竹本佳子、沈霏                                               | 平川亞喜雄        | 第10卷                             | 3月14日        |
| 第24話                          |          | 常蛾的沉眠           | 常蛾的催眠         | 根元歲三   | 渡部穩寬 石平信司 | 渡部穩寬          | 青野厚司、藤田正幸                                           | 實原登            | 第10卷                             | 3月21日        |
| 第25話                          |          | 開拓者們             | 開拓者             | 根元歲三   | 石平信司          | 渡部穩寬          | 龜谷響子、赤澤惠理 宇佐美皓一                                | 平川亞喜雄        | 第10卷                             | 3月28日        |
| 第三期《記錄的地平線 圓桌崩壞》 |          |                      |                    |            |                   |                   |                                                              |                   |                                    |                |
| 第1話                           |          | 蕾妮西亞結婚         | 尚未播放           | 根元歲三   | 石平信司          | 渡部穩寬          | 青野厚司、松原一之                                           | 青野厚司 森本浩文 | 第12卷                             | 2021年 1月13日 |
| 第2話                           |          | 秋葉原公爵           | 尚未播放           | 根元歲三   | 渡部穩寬          | 是本昌            | 重松晉一、原田幸枝 小田真弓                                  | 工藤裕加          | 第12卷                             | 1月20日        |
| 第3話                           |          | 破碎的圓桌           | 尚未播放           | 大西信介   | 鈴木勇士          | 鈴木勇士          | 山下菜摘、森悅史 清水勝祐                                    | 青野厚司 森本浩文 | 第12卷                             | 1月27日        |
| 第4話                           |          | 秋葉原大選           | 尚未播放           | 入江信吾   | 渡部穩寬          | 石田暢            | 飯飼一幸、日下岳史 清水勝祐、松原一之                        | 森本浩文          | 第12卷                             | 2月3日         |
| 第5話                           |          | 各自的祝福           | 尚未播放           | 大西信介   | 石平信司          | 吉田俊司          | 小林一三                                                     | 中村深雪 森本浩文 | 第12卷                             | 2月10日        |
| 第6話                           |          | 桃花源的仙君         | 尚未播放           | 根元歳三   | 渡部穏寛          | 久慈悟郎          | 重松、小田真弓 森悦史、森本浩文                              | 工藤裕加 青野厚司 | 第11卷                             | 2月17日        |
| 第7話                           |          | 並非詛咒             | 尚未播放           | 根元歳三   | 石平信司          | 渡部穏寛          | 飯飼一幸、日下岳史 松原一之、中島美子                        | 森本浩文          | 第11卷                             | 2月24日        |
| 第8話                           |          | 最始的古代種         | 尚未播放           | 入江信吾   | 渡部穏寛          | 安東大瑛          | 山下菜摘、髙野菜央 高橋渚                                    | 中村深雪          |                                    | 3月3日         |
| 第9話                           |          | 憧憬                 | 尚未播放           | 入江信吾   | 渡部穏寛          | 鈴木勇士          | 小島絵美、清水勝裕 澤村亨                                    | 亀谷響子          |                                    | 3月10日        |
| 第10話                          |          | 秋葉的迷宮           | 尚未播放           | 大西信介   | 渡部穏寛          | 村田尚樹          | 吉田翔太、小島絵美 重松しんいち、五十子忍 森悦史             | 森本浩文          |                                    | 3月17日        |
| 第11話                          |          | 失望的典災           | 尚未播放           | 根元歳三   | 石平信司          | 渡部穏寛          | 下地彩加、重松しんいち 小田真弓、森悦史 日下岳史、川添亜希子 | 工藤裕加 森本浩文 |                                    | 3月24日        |
| 第12話                          |          | 夜啼鳥之歌           | 尚未播放           | 根元歳三   | 石平信司          | 渡部穏寛          | 松原一之、ウクレレ善似郎 澤村亨                              | 森本浩文 亀谷響子 |                                    | 3月31日        |

### 特別節目
| 日文標題 | 中文標題                                            | 播放日期       | 備註                                                                   |
| -------- | --------------------------------------------------- | -------------- | ---------------------------------------------------------------------- |
|          | 秋天的教育頻道動畫Special～ 記錄的地平線&天才黃金腦 | 2013年9月22日  | 為動畫一期開播前，與天才黃金腦共同宣傳的特別節目                       |
|          | 現在的話還來得及！記錄的地平線                      | 2013年11月10日 | 為動畫一期1至6話的總集編                                               |
|          | 2014年也別錯過！記錄的地平線                        | 2014年1月3日   | 為城惠、直繼與曉的配音員稍微介紹動畫一期第14話後的劇情展開             |
|          | 已經等不及了！「記錄的地平線」第二期                | 2014年9月28日  | 為城惠、直繼與曉的配音員與動畫監督一同回顧動畫一期並介紹動畫二期的內容 |

### 藍光&DVD
| 卷數   | 發賣日期      | 收錄話數       | 規格編號   | 規格編號   |
| 卷數   | 發賣日期      | 收錄話數       | 藍光版     | DVD版      |
| 第一季 | 第一季        | 第一季         | 第一季     | 第一季     |
| ------ | ------------- | -------------- | ---------- | ---------- |
| 1      | 2014年1月29日 | 第1話～第4話   | ZMXZ-9071  | ZMBZ-9081  |
| 2      | 2014年2月26日 | 第5話～第7話   | ZMXZ-9072  | ZMBZ-9082  |
| 3      | 2014年3月26日 | 第8話～第10話  | ZMXZ-9073  | ZMBZ-9083  |
| 4      | 2014年4月25日 | 第11話～第13話 | ZMXZ-9074  | ZMBZ-9084  |
| 5      | 2014年5月28日 | 第14話～第16話 | ZMXZ-9075  | ZMBZ-9085  |
| 6      | 2014年6月25日 | 第17話～第19話 | ZMXZ-9076  | ZMBZ-9086  |
| 7      | 2014年7月30日 | 第20話～第22話 | ZMXZ-9077  | ZMBZ-9087  |
| 8      | 2014年8月27日 | 第23話～第25話 | ZMXZ-9078  | ZMBZ-9088  |
| 第二季 |               |                |            |            |
| 1      | 2015年1月28日 | 第1話～第4話   | ZMXZ-9781  | ZMBZ-9791  |
| 2      | 2015年2月25日 | 第5話～第7話   | ZMXZ-9782  | ZMBZ-9792  |
| 3      | 2015年3月25日 | 第8話～第10話  | ZMXZ-9783  | ZMBZ-9793  |
| 4      | 2015年4月24日 | 第11話～第13話 | ZMXZ-9784  | ZMBZ-9794  |
| 5      | 2015年5月27日 | 第14話～第16話 | ZMXZ-9785  | ZMBZ-9795  |
| 6      | 2015年6月24日 | 第17話～第19話 | ZMXZ-9786  | ZMBZ-9796  |
| 7      | 2015年7月24日 | 第20話～第22話 | ZMXZ-9787  | ZMBZ-9797  |
| 8      | 2015年8月26日 | 第23話～第25話 | ZMXZ-9788  | ZMBZ-9798  |
| 第三季 |               |                |            |            |
| BOX    | 2021年6月11日 | 第1話～第12話  | ZMAZ-14731 | ZMSZ-14741 |

### 播放電視台

#### 日本国内
| 播放地區 | 播放電視台  | 播放日期                      | 播放時間（UTC+9）       |
| 第一期   | 第一期      | 第一期                        | 第一期                  |
| -------- | ----------- | ----------------------------- | ----------------------- |
| 日本全國 | NHK教育頻道 | 2013年10月5日－2014年3月22日  | 星期六 17時30－17時55分 |
| 日本全國 | 萬代頻道    | 2013年10月20日－2014年4月6日  | 星期日 12時00分 更新    |
| 第二期   |             |                               |                         |
| 日本全國 | NHK教育頻道 | 2014年10月4日－2015年3月28日  | 星期六 17時30－17時55分 |
| 日本全國 | 萬代頻道    | 2014年10月19日－2015年4月12日 | 星期日 12時00分 更新    |
| 第三期   |             |                               |                         |
| 日本全國 | NHK教育頻道 | 2021年1月13日－               | 星期三 19時25－19時55分 |

#### 日本国外
| 播放地區 | 播放電視台 | 播放日期               | 播放時間（UTC+9）       |
| 第一期   | 第一期     | 第一期                 | 第一期                  |
| -------- | ---------- | ---------------------- | ----------------------- |
| 香港     | J2         | 2016年2月18日－5月12日 | 星期三、四 24時05－35分 |
| 第二期   |            |                        |                         |
| 香港     | J2         | 2016年5月18日－8月11日 | 星期三、四 24時05－35分 |

## 遊戲
記錄的地平線TRPG
平台：桌上角色扮演遊戲（TRPG）
設計：絹野帽子
發售日：2014年2月發售
預定將於JGC 2013擺設體驗桌

## 外部連結
- （日語） ログ・ホライズン，網路連載版。
- （日語） ログ・ホライズン 資料集，作者給動畫版或是漫畫版用的部分設定資料，經過作者再整理後的備忘資料放置處。
- （日語） LOG HORIZON | 橙乃真希 OFFICIAL WEBSITE，官網
- （日語） loghorizon @ ウィキ - トップページ （页面存档备份，存于），作者管理的wiki
- （日語） ログ・ホライズン  | ファミ通コミッククリア （页面存档备份，存于），漫畫版網站
- （日語） LOG HORIZON 外伝 -にゃん太班長・幸せのレシピ-  | B's-LOG COMIC （页面存档备份，存于），外傳〈-喵太班長・幸福的食譜-〉漫畫網站
- （日語） NHKアニメワールド ログ・ホライズン （页面存档备份，存于），记录的地平线第一季 動畫NHK公式官網
- （日語） NHKアニメワールド ログ・ホライズン 第2シリーズ （页面存档备份，存于），记录的地平线第二季 動畫NHK公式官網
- （日語） NHKアニメワールド ログ・ホライズン　円卓崩壊 （页面存档备份，存于），记录的地平线第三季 動畫NHK公式官網
- （英文） Log Horizon (TV) - Anime News Network （页面存档备份，存于）
- （日語） ログ・ホライズン （页面存档备份，存于），手機遊戲。